# 米

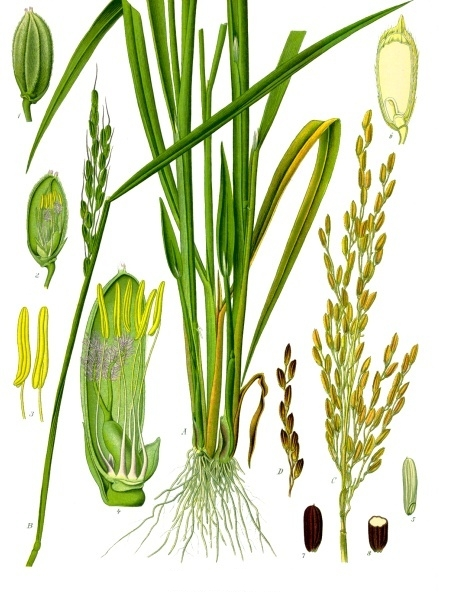
Oryza sativa

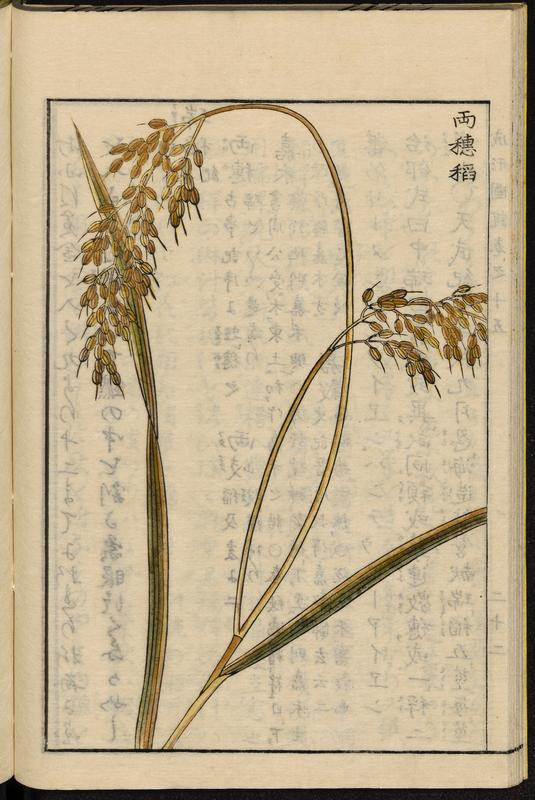
江戸時代の農業百科事典『成形図説』のイラスト（1804年）

米（こめ）は、稲の果実である籾から外皮を取り去った粒状の穀物である。穀物の一種として米穀（べいこく）とも呼ぶ。

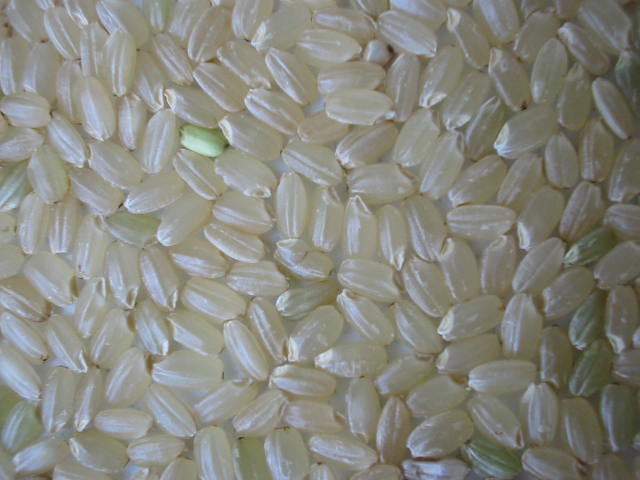
短粒種の玄米

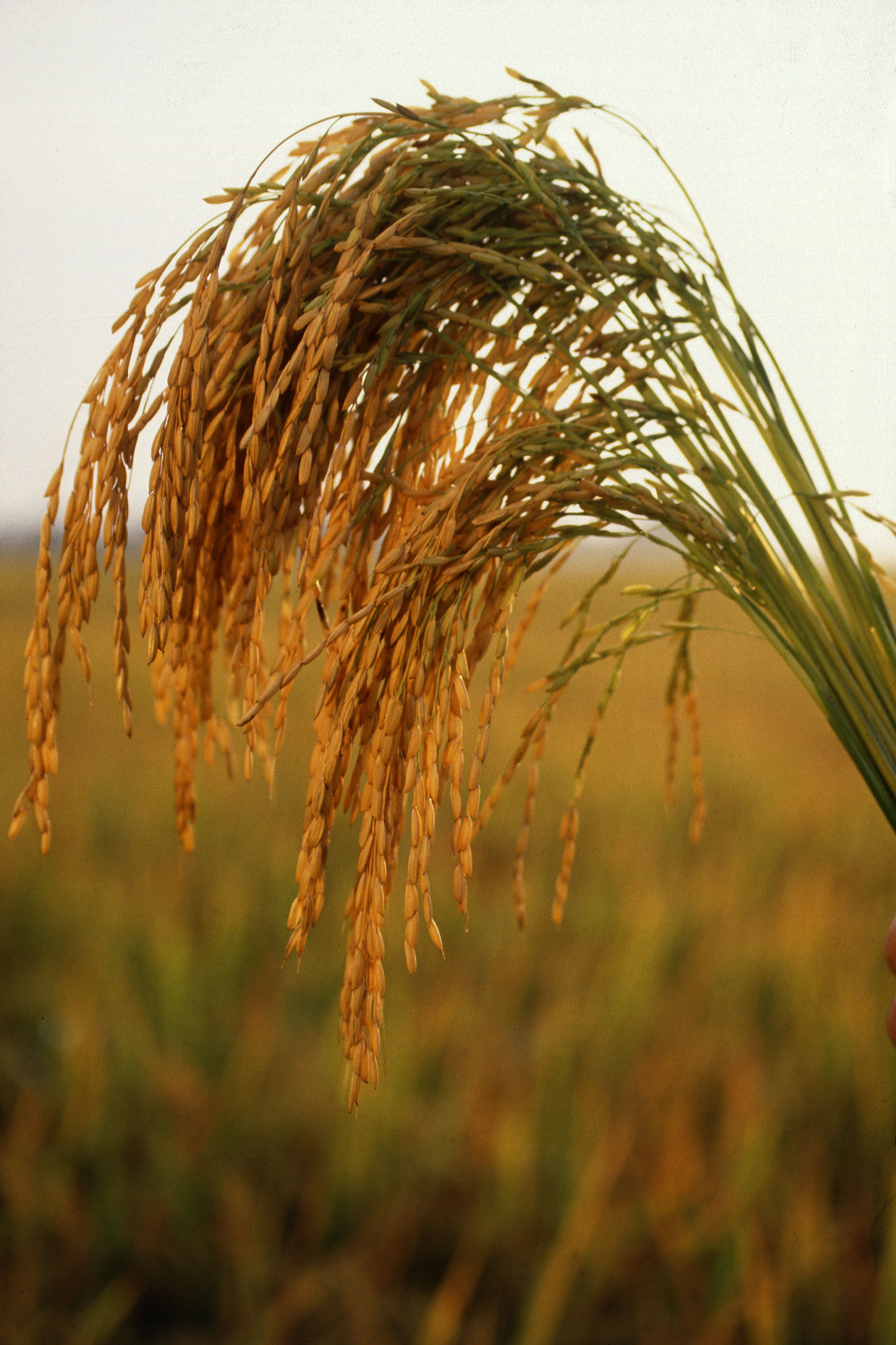
成熟期のイネ（長粒種）

|   | 形態   |  |     | 部位名 |
| - | ------ |  | --- | ------ |
| A | 籾     |  | (1) | 籾殻   |
| B | 玄米   |  | (2) | 糠     |
| C | 胚芽米 |  | (3) | 残留糠 |
| D | 白米   |  | (4) | 胚芽   |
| E | 無洗米 |  | (5) | 胚乳   |

## 概要

### 栄養価
米の主成分はデンプンで、活動のエネルギー源となる栄養素である。少量ながらタンパク質も含まれており、胚芽やぬかにはビタミンB群やミネラル、食物繊維が含まれる。精白米よりも胚芽やぬか層を残した玄米のほうが栄養や食物繊維が豊富になり、食品成分表（可食部100 gあたり）によれば、カリウムは約3倍、カルシウムは約2倍、ビタミンB1・ビタミンB6は8 - 10倍、食物繊維は約4倍多く含まれる。
調理時の加熱条件などに応じて、冷却後の生成量が変化する。

### 経済的意味
米は、食料として重要である一方で、比較的長期に保存ができるという特徴から、マダガスカルのメリナ人やタイにおけるサクディナー制など、経済的に特殊な意味を持った。

## 歴史

### 栽培史
稲の原産地は中国大陸の中南部である。

#### 中国
１アジア米の原産地はインドアッサム地方から中国雲南省というものが有力な説であり、15000年前には長江中流域で稲作の形跡が見られるなど世界最古の稲作の歴史を有する。確実に稲作が行われていたとみなされる痕跡は、紀元前7500年頃 - 紀元前6100年頃の新石器時代彭頭山文化に属する彭頭山遺跡や八十壋遺跡において発見されている。日本の稲作もこの地域から伝わったものと考えられている。
伝統的な農業地理の理解では、秦嶺・淮河線以南が稲作地域とされており、水源と土地に恵まれた長江中下流域において盛んであり、ここで生産された米は、大運河などを通じて華北地域まで運ばれ食を担った。元々は、ジャポニカ種であったが、南宋の時代に、インドシナ半島からインディカ種の一種である占城稲が流入すると、旱害に強く早稲種で二期作が可能であるという理由から一気に普及しこの地域での主要なイネの種となった。この時代、「蘇熟すれば天下足る」「江浙熟すれば天下足る」（長江下流域; 蘇・江=ほぼ現在の江蘇省、浙=ほぼ現在の浙江省）と言われ、下って明清代には、稲作の中心が長江中流域である現在の湖南省・湖北省に移り、「湖広熟すれば天下足る」と言われ、国の穀倉として認識されたことがうかがえる。
一方で、秦嶺・淮河線以北は稲作不適地域と認識されていたが、1900年頃以降の日本の進出に伴い旧満州地域である中国東北部に寒冷に強いジャポニカ種を定着させ、その後の農業技術の発展から、この地域においても稲作が大々的に展開されている。
2000年代後半時点で世界最大の米生産・消費国である。生産は、約7割がインディカ種、約3割がジャポニカ種となっている。
インディカ種に比べ、ジャポニカ種は、手間がかかり、土地あたりの収量も少なく、高価なものとなるが、中国の経済発展による所得向上のほか、地方都市間の人口移動による新たな消費層の発生などを背景に、中国におけるジャポニカ種の消費量は増加傾向にある。一方で、1990年代後半に豊作だったことから作付け面積が減少、中国政府は2004年に援助政策に乗り出している。
中国政府は寒冷地への稲作拡大だけでなく、収量を増やすための栽培技術や品種改良にも力を入れている。中国工程院の袁隆平らのチームが開発したハイブリッド米「湘両優900（超優千号）」は2017年、河北省の試験圃場で1ヘクタール当たり17.2トンと米としては世界最高の収量を記録した。これは日本の平均の3倍近い。翌2018年には18トン超と、記録を更新した。
一方で、2004年に韓国へ輸出された中国製蒸し米、揚げ菓子などからホルムアルデヒドスルホキシル酸ナトリウムが検出され、韓国政府が輸入を停止するなど、安全性の問題も発生している。（中国産食品の安全性）

#### 日本

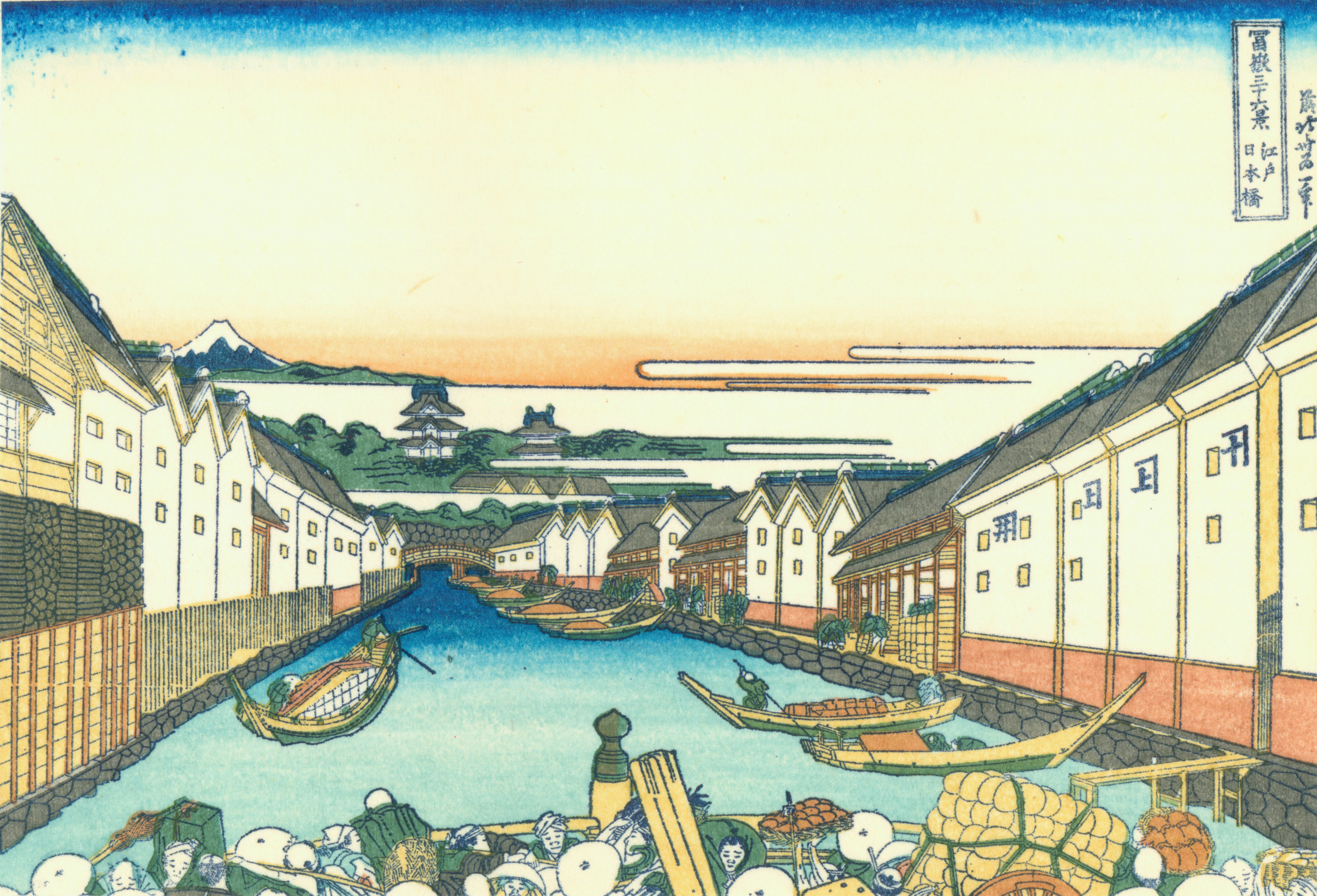
葛飾北斎『富嶽三十六景』に描かれる米の仲買人

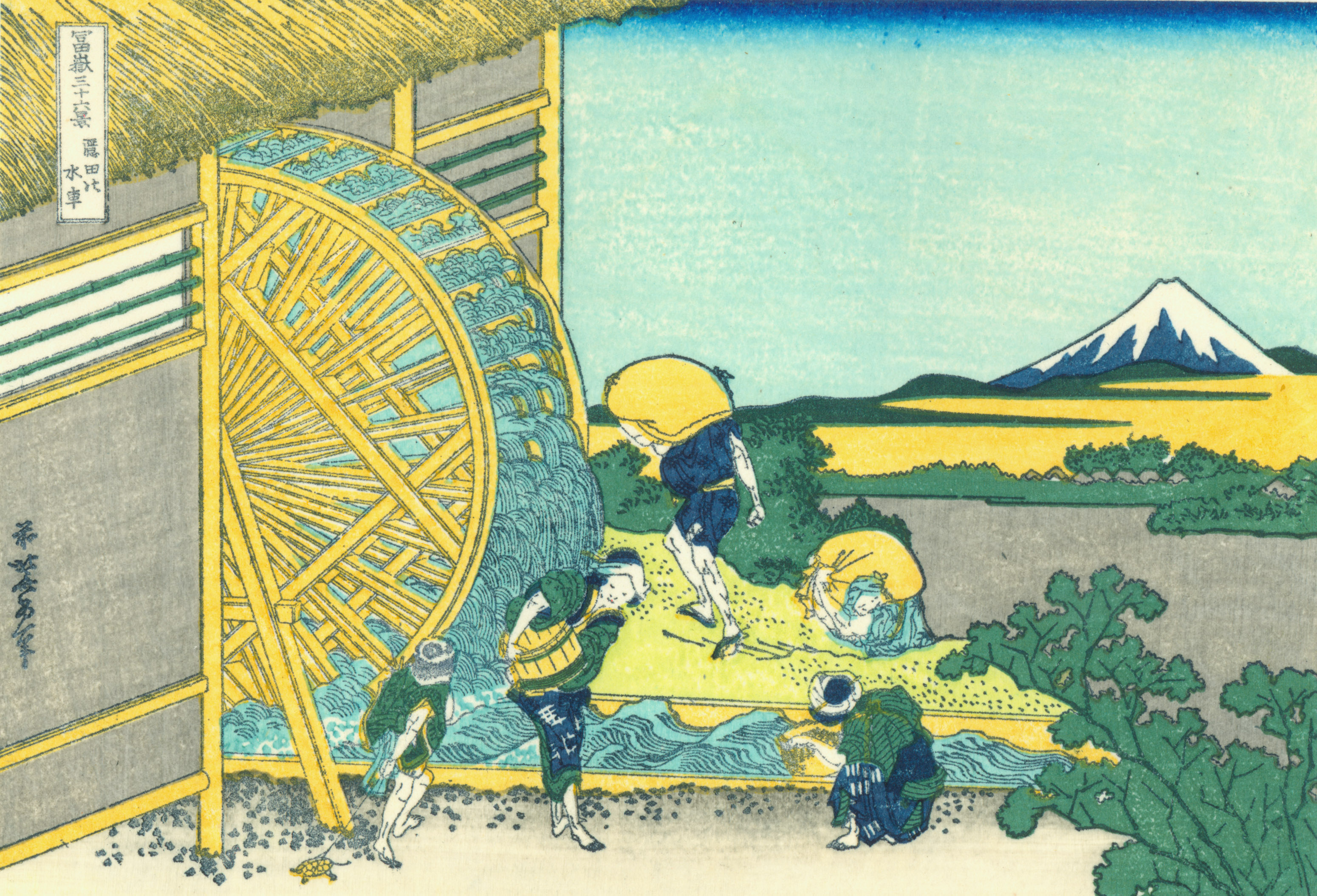
葛飾北斎『富嶽三十六景』に描かれる水車の流れ水で米を研ぐ農夫

日本で稲作は縄文時代後期から行われ始めたといわれるが、大々的に水稲栽培が行われ始めたのは縄文時代晩期から弥生時代早期にかけてで、各地に水田の遺構が存在する。
弥生期では一粒当たりから生産できる量は400粒ほどだったが（それでも麦が一粒当たり150 - 170粒の生産量であることを考えれば、高い生産量といえる）
長らく租税（租・あるいは年貢）で納めるものとして使われた。貨幣経済が発達すると、それとの調和を図るべく、札差業が発達、米切手の発生や堂島米会所に代表される近代的商品取引システムの生成が見られ、江戸時代には政治経済の中心に米が置かれていた。そのため日本人の米に対する思い入れは強く、米は最も重要な食べ物とされ、主食とされてきた。天皇が新米を含む五穀を神に捧げて収穫に感謝する新嘗祭のように、神道など信仰や民俗・文化とも深い関りを持つ（節「#文化」で詳述）。
しかし、階級や貧富、地域などによって大きな違いがあり、戦後の高度経済成長以前は雑穀や芋などを実際の主食にしていた人たちも多く、関東地方の畑作地帯などでは麦が7割から8割の飯を常食としていた。現在は住宅地になっている東京の杉並区では大正時代から少しずつ野菜の栽培が増加し、都市近郊の野菜栽培農家に転換したが、それ以前は稗などの穀物を栽培し、日常食は稗と麦で米は少し入れるだけだった。その一方、明治の初め秋田県権令島義勇の政府への報告書のなかに、「県民は山間僻地でも白米を食している……」とあり、藩政時代から白米の飯を食べている地域もあった。秋田は日本有数の穀倉地帯であり、雑穀の生産が少ないこともあって、農民に雑穀を食べるよう強要した他の地域とは違い、為政者の締め付けが然程ではなかったことにもよる。
秋田県の隣の宮城県も仙台藩時代から米の生産が盛んで正月以外にも餅を食べる習慣があり餅料理が発達した一方、第二次世界大戦前には関兵精麦が米穀餌料の卸や精麦で多額の利益を得ているなど、麦の需要が多かった地域でもある。これは仙台藩が米を江戸への輸出用（換金作物）として扱い、庶民は嗜好品として捉えていた名残とされる。なお戦後も麦の需要減少は緩やかであったため、関兵精麦は余力を残したまま不動産業への転換に成功している。
越後長岡藩の武士によるとされる、文化2年（1805年）刊行の『粒粒辛苦録』は、農民のきわめて厳しい食生活を描いている。これに対し、同じ越後長岡藩の庄屋大平家が天保6年（1835年）に著した『農家年中行事記』は、しばしば行事が催され食物や酒がふるまわれ、小作人を含めて自由に食を楽しんでいた様子が窺える。最近、各地域に残された家文書の研究が進み、厳しい制限の下に雑穀を中心とした食生活を強いられた貧しい農民像が必ずしも実態を示すものではないとする説も現れた。農民側の記録を分析したところ近世の農民は、1日に4合程度の米を麦飯あるいは雑穀などとかて飯や雑炊にした食事を日常的に摂っていたという。
明治以降、日本は急激な人口増加と生活向上に伴って米の需要が高まったが、当時の日本国内の生産力はその需要に対応しきれず不足分を恒常的に輸入する一方で、米も通常の物資と同じく市場経済に基づき取引されており、相場商品・投機の対象として流通に不安を来すこともあり、しばしば社会問題となった（米騒動、特に1918年米騒動参照）。1921年（大正10年）米穀法が施行され政府備蓄米による価格統制や輸入米の関税統制が行われるようになった。また、1920年代には、植民地化した朝鮮半島において、農業近代化による米の増産計画（朝鮮産米増殖計画）が実施されるなどした。しかしながら、安定的供給までには至らず、1933年（昭和8年）米穀統制法、1936年（昭和11年）米穀自治管理法が施行され、米の生産・流通の統制が強化された。さらに、太平洋戦争開戦に向けての戦時体制整備の一環として、1939年（昭和14年）4月に米穀配給統制法が制定され、米の流通が政府により管理されるようになった。なお、同年9月には戦時の物資不足に鑑み興亜奉公日が設定され、日の丸弁当が奨励されたものの白米は禁止されず、この時点ではまだ米不足は酷くはなかった。だが12月には厳しさを増し米穀搗精等制限令が出され、七分搗き以上の白米を流通に付すことは禁止、1940年（昭和15年）の正月は餅すら白米は許されなかった。米不足は深刻となり、この年から中国や東南アジアからの輸入米（いわゆる外米）を国産米に混ぜて販売することが義務付けられた。
1940年6月1日以降は、米を筆頭に生活必需品10品目について配給切符制が導入。更に、日米開戦の2ヶ月後の1942年（昭和17年）2月には食糧管理法が制定され食糧管理制度が確立、米の流通は完全に政府が掌握するようになった。米だけでなく、魚介類や野菜・果物も配給制になり、国民の栄養状態は極度に悪化していった。こうした食糧難に対して、江戸時代のかてものの研究に帰って、食用野草や昆虫食など非常食の工夫が盛んに試みられた。一方米食の習慣がなかった地域や家庭では、配給制になったことで米を食べる機会を得て、そのことが戦後の食生活の変革の一因となったとする指摘もある。
1945年（昭和20年）に第二次世界大戦は終結。戦後の食糧難は深刻を極めたが、米は引き続き食糧管理法による政府の固定価格での買い上げだったため闇米が横行、闇米を拒否した東京地裁の判事山口良忠が餓死するという事件も起きている。米の生産拡大のための基盤整備事業が国内各地で行われ、肥料の投入や農業機械の導入、品種改良などによる生産技術の向上から生産量が増加したものの、少なくとも昭和30年代（1955年-1964年）までは、大半の日本人が米飯を常食とすることはできなかった。そのような中でアメリカの小麦戦略は始まり、ガリオア・エロアの資金援助でメリケン粉が大量に輸入され、GHQの指導で再開された学校給食はメリケン粉を使ったパンと脱脂粉乳を溶いたミルクが供された。
日本が独立を回復した1952年（昭和27年）に栄養改善法が施行された。1954年（昭和29年）にはアメリカで余剰農産物処理法が成立し、MSA協定が結ばれ、小麦を輸入する引きかえに産業の復興と軍事援助がなされた。そして、この輸入小麦の販売促進のためのキャンペーンが始まった。厚生省によって設立された日本食生活協会の栄養改善運動では慶應義塾大学医学部教授の林髞の著した『頭脳』（光文社、1958年）が評判となり「米を食うとバカになる」という説が流布され、頭脳パンなるものが出現するなどし、アメリカ小麦戦略の狙い通り日本人の食事の欧風化は進んで行った。
米食悲願民族 といわれる日本人にとって、米を実際の主食とすることは有史以来の宿願であったが、昭和40年代（1965年-1974年）初頭には、ようやく米の自給が実現でき、名実ともに主食となった。しかし、その時既にアメリカの小麦戦略は見事に成功をおさめ、米離れに拍車がかかっていたのである。このため全国で米余り現象が起き、食糧管理法下におけるコメ政策は見直しを余儀なくされるようになり、1970年（昭和45年）以降は減反政策といわれる生産調整政策（新規の開田禁止、政府米買入限度の設定、転作奨励金の設定など）がとられた。その結果、水稲の作付け面積は 1969年（昭和44年）の 317万ヘクタールをピークに、1975年（昭和50年）には 272万ヘクタール、1985年（昭和60年）には 232万ヘクタールに減少、生産量も1967年（昭和42年）の 1426万トンをピークに、1975年（昭和50年）には 1309万トン、1985年（昭和60年）には 1161万トンに減少した。
生産は減少したものの、米離れに歯止めがかからず、政府備蓄米などに古米、古古米の不良在庫が多く発生。米の消費拡大のために、それまで主食はパンだけであった学校給食に米飯や米の加工品が取り入れられるようになったり、古米をアフリカなどの政府開発援助に使用したり、その他家畜の飼料にしたりして処分するなど、在庫調整に腐心するようになった。そのような状況の下、流通面においては、縁故米の拡大から自主流通米の承認などにより、食糧管理制度の逸脱を認めるようになった。しかしながら、根本的解決には至らなかったため、食管赤字は収束せず、生産者米価よりも消費者米価が安い逆ザヤだったため、歳入が不足し赤字（食管赤字）が拡大、1980年代には、国鉄、健康保険とともに、日本政府の巨額赤字を構成する「3K赤字」と呼ばれるようになり、行政改革における重要なテーマとなった。
供給においても、1983年（昭和58年）の不作時には、政府が放出しようとした1978年（昭和53年）度産の超古米に規定以上の臭素が検出され安全性に問題があるとされたため、翌1984年（昭和59年）に韓国から米15万トンの緊急輸入が行われたり、1993年（平成5年）の全国的な米の不作による平成の米騒動においては、タイなどから米の緊急輸入が行われるなどした。なお、米の消費量は、ピークの1962年（昭和37年）には、日本人一人あたり年間118.3キログラム消費していたものが、その後一本調子で減少、1990年代後半には、ひと頃の半分の60キログラム台に落ち込んだ。家計支出に占める米類の支払いの割合は、10%強だったものが 1.1 - 1.3% と 1⁄10 になり、米の地位低下が甚だしい。
一方で1993年（平成5年）、ウルグアイ・ラウンド農業合意により、米の義務的な輸入（ミニマム・アクセス）を課せられるようになり、食糧管理制度は本格的な見直しを迫られた。1995年（平成7年）、主要食糧の需給及び価格の安定に関する法律いわゆる食糧法）が施行され、これに伴い食糧管理法は廃止となり、政府の管理が緩められた。水稲の作付け面積と生産量に関しては、その後も減少し、1995年（平成7年）には作付け面積 211万ヘクタール、生産量 1072万トンに、2000年（平成12年）以降は、作付け面積 170万ヘクタール、生産量 900万トン程度となり、作付け面積は半減、生産量は60%程度を推移している。また、食糧法は、2004年（平成16年）に大幅に改正され、さらに政府の関与度を減らしている。

#### アメリカ合衆国
アメリカ大陸で米が栽培されるようになったのは西洋人との接触以降のことである。すでに17世紀はじめに今のアメリカ合衆国バージニア州にあたる場所でイネの栽培が始まっていたが、1694年にマダガスカルから稲作がサウスカロライナ州にもたらされ、南部諸州に広まった:3。これらの土地で栽培されたのはバスマティライスやジャスミンライスに代表されるアミロースの多い長粒種のインディカ米だった。
カリフォルニアでは19世紀後半に鉱山や鉄道建設の労働者として中国や日本からの移民が増加して米の需要が発生したが、長粒種の栽培には成功しなかった。1908年にW.W. Mackieという土壌学者がサクラメント・バレーのビッグズで日本のイネの栽培にはじめて成功し、1912年にビッグズにはカリフォルニア米の試験場が作られた:3-4。カリフォルニア米はアメリカ合衆国の他の地域の米と異なり、短粒種または中粒種のジャポニカ米が大部分を占めている:4。カリフォルニアで公式に認められている品種は17種類があるが、中粒種のカルローズ、短粒種のコシヒカリとあきたこまちがもっとも成功している:4（アメリカ合衆国では米粒の長さが幅の2倍未満のものを短粒種、2倍以上4倍未満を中粒種、4倍以上を長粒種と定義している:50）。中でも1948年に開発されたカルローズはカリフォルニア米全体の85%以上を占める:17。一方、国府田敬三郎の農場では、カルローズ開発者のひとりであるヒューズ・ウィリアムズを雇用し、1950年代にカルローズを中東のイネと交配してKR55という品質の高い中粒種 (premium medium grain) を開発し、国宝ローズの名で販売した。同じ品種はJFC (JFC International) の「錦」にも使われている。
現在のアメリカ合衆国における米の産地は南東部のルイジアナ州、ミズーリ州、ミシシッピ州、アーカンソー州、テキサス州、フロリダ州、および南西部カリフォルニア州のサクラメント・バレーがある:6。
2009年の生産量は1000万トンに達しており、うち440万トンが輸出されている:6。アメリカ国内での用途としてはそのまま使用するのが56%、加工用が18%、酒造用が12.2%、ペット用が12%などとなっている:6。

#### クリミア
クリミアでは、コメが60万トン程度が生産された。

## 種類

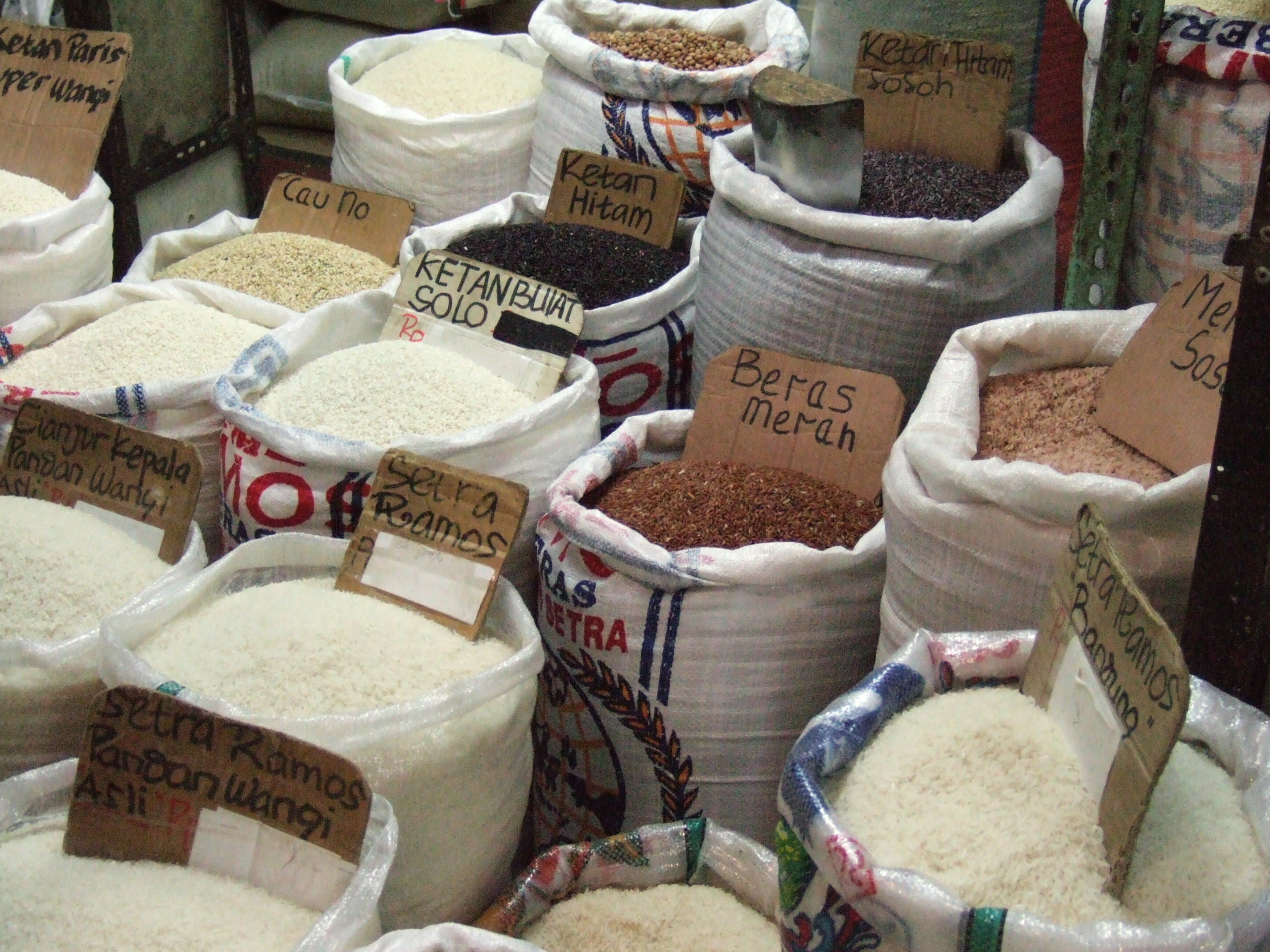
インドネシアの米屋に並ぶ多種多様のコメ

### イネの系統による種類

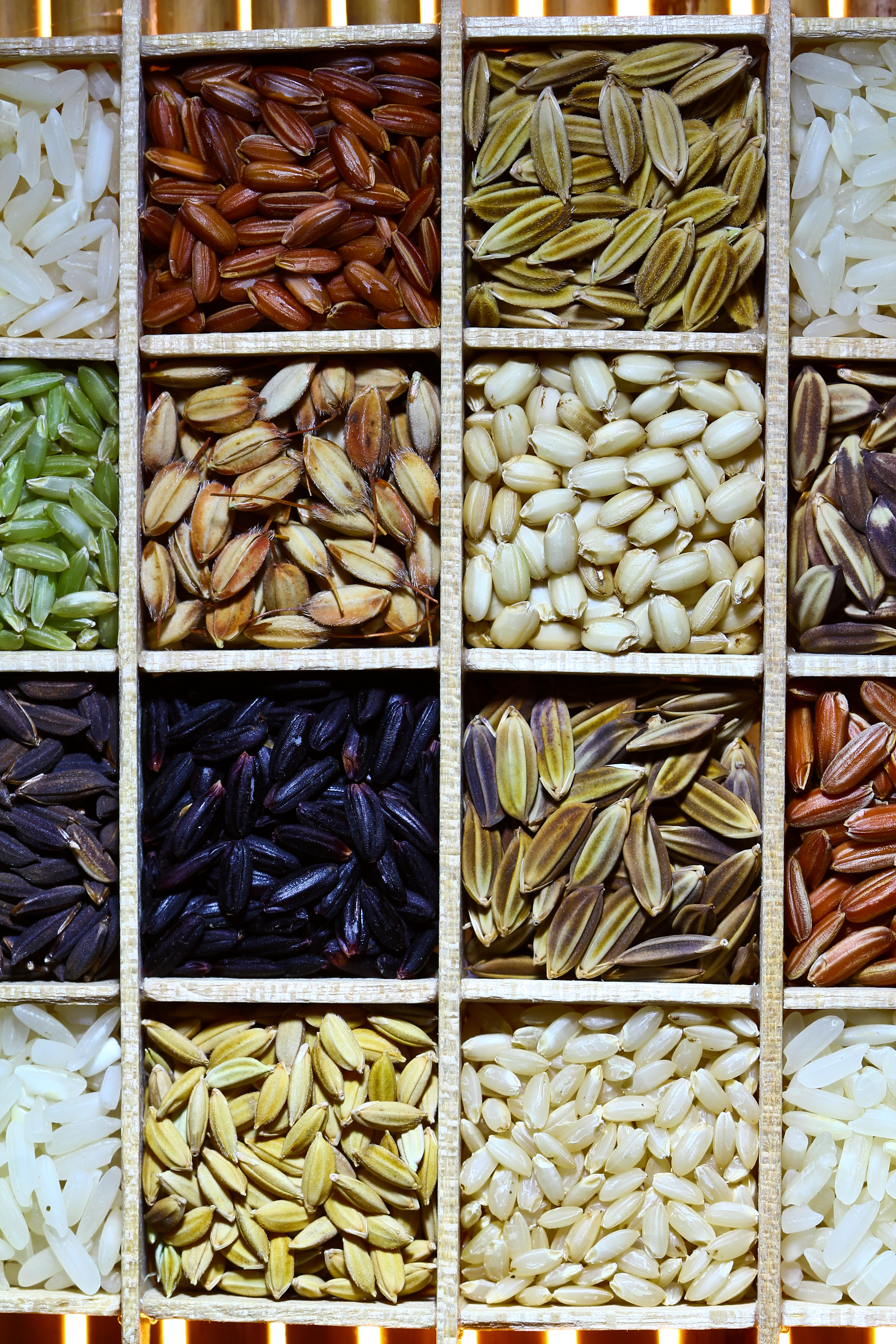
国際稲研究所（IRRI）による米の種子の収集

イネ科植物にはイネのほかにも、コムギ、オオムギ、トウモロコシなど、人間にとって重要な食用作物が含まれる。イネはトウモロコシ、コムギとともに世界三大穀物と呼ばれている。
イネ科イネ属の植物には22種が知られている。このうち野生イネが20種で栽培イネは2種のみである。栽培イネは大きくアジアイネ（アジア種、サティバ種、Oryza sativa L.）とアフリカイネ（アフリカ種、グラベリマ種、Oryza glaberrima Steud.）に分けられる。また、両者の種間雑種から育成されたネリカがある。

#### アジアイネの2系統
イネは狭義にはアジアイネ (Oryza sativa) を指す。アジアイネにはジャポニカ種とインディカ種の2つの系統があり、これらの両者の交雑によって生じた中間的な品種群が数多く存在する。アジアイネ（アジア種、サティバ種）の米は、ジャポニカ種（日本型米、ジャポニカ・タイプ）、インディカ種（インド型米、インディカ・タイプ）、そして、その中間のジャバニカ種（ジャワ型米、ジャバニカ・タイプ）に分類されている。それぞれの米には次のような特徴がある。
ジャポニカ種（日本型、短粒種、短粒米）
粒形は丸みがある円粒で、加熱時の粘弾性（粘り）が高い。日本での生産は、ほぼ全量がジャポニカ種で、炊いたときに粘りともちもち感があるのが特徴。主な調理法は、炊くか蒸す。他種に比べ格段の耐寒冷特性を示し、日本の他では朝鮮半島や中国東北部で生産されている。
インディカ種（インド型、長粒種、長粒米）
粒形は細長い長粒で、加熱時の粘弾性（粘り）は低い。「タイ米」ともよばれ、炊くとパラパラした米飯になる。世界的にはジャポニカ種よりもインディカ種の生産量が多い。主な調理法は煮る（湯取）。
日本のジャポニカ種は中国大陸江南から伝搬したと言う説が有力であるが、江南地域自体は、10世紀頃にインドシナ半島を経由して流入したインディカ種の一種である占城稲（チャンパ米）が、旱害に強く、早稲種で二期作が容易などの理由から普及し、江南をはじめとした中国大陸南部はインディカ種の生産地域となっている。
ジャバニカ種（ジャワ型、大粒種）
長さと幅ともに大きい大粒であり、粘りはインディカ種に近い。東南アジア島嶼部で主に生産されるほか、イタリア、ブラジルなどでも生産される。
なお、日本型とインド型に分類した上で、このうちの日本型を温帯日本型と熱帯日本型（ジャバニカ種）として分類する場合もある。
そのほか米は各種の観点から以下のように分類される。

### 水稲と陸稲
水田で栽培するイネを水稲（すいとう）、耐旱性や耐病性が強く畑地で栽培するイネを陸稲（りくとう、おかぼ）という。水稲と陸稲は性質に違いがあるが、同じ種の連続的な変異と考えられている。
一般的に圃場の整備については水稲の方がコストがかかる一方で、面積当たりの収量が多く、連作障害が殆ど無いなどのメリットと、全国的に水田整備が行き渡ったことから、現在、日本の稲作では、ほとんどが水稲である。水稲の収穫量は798万6000tで陸稲の収穫量は2700t（2015年見込み）おおよそ水稲は陸稲の2957倍となっている。また、栽培面積においても水稲が99.9%以上を占めている。
日本では水稲と陸稲の区分は農産物規格規程においても規定されている。日本では水稲と陸稲は明確に区別されているが、他の国では明確には区別されていない（世界的に見ると水稲といっても灌漑稲、天水稲、深水稲、浮稲のように栽培の環境は大きく異なっている）。

### 粳米と糯米
米のぬか層を除いた中心部分（胚乳）のデンプンの性質（糯粳性）の違いにより、粳性のものを粳種あるいは粳米（うるちまい、うるごめ、あるいは単に粳〈うるち、うる〉）、糯性のものを糯種あるいは糯米（もちまい、もちごめ）に分けられる。
日本では玄米及び精米品質表示基準で、「うるち」と「もち」に分けられている。
粳米（うるちまい）
デンプン分子が直鎖のアミロース約20%と分枝鎖のアミロペクチン約80%から成る米。もち米より粘り気が少ない。粳米は通常の米飯に用いられる。販売で「うるち」を省略されることが認められていて、「もち」と断りが無ければ「うるち」である。団子などの材料とする上新粉は、粳米を粉末に加工したものである。
糯米（もちごめ）
デンプンにアミロースを含まず、アミロペクチンだけが含まれる米。モチ性の品種のデンプンは調理時に強い粘性を生じるという特性を持つ。透明感がない乳白色が特徴で、餅や強飯・赤飯に用いられる。白玉の材料とする白玉粉や和菓子の材料とする寒梅粉は、糯米を粉末に加工したものである。
アジアイネではジャポニカ種だけでなくインディカ種にも糯米が存在するが、アフリカイネについては糯性のものは知られていない。
日本では、餅以外の「ご飯」ではアミロースが少なく、粘りや甘みがある米の品種が好まれてきた。現代ではパラパラした食感に炊き上がる高アミロース米が開発されている（秋田県の「あきたぱらり」、福井県の「越のリゾット」など）。チャーハンやパエリアに向くほか、一般的にアミロース含有率が高いほど食後の血糖値上昇が緩やかになることなどが理由である。
なお、糯粳性のある植物としては、イネのほか、トウモロコシ、オオムギ、アワ、キビ、モロコシ、アマランサスなどがある。

### 軟質米と硬質米
米は軟質米と硬質米に分けられる。軟質米は食味の点で優れるが貯蔵性の点では劣る。

### 飯用米と酒造米
醸造用の酒造米（酒造用米、酒米）は飯用米と区分される。農産物規格規程には、「うるち」と「もち」に加えて醸造用が定められている。酒造が酒税法で規制されている為、個人用には売られていない。

### 新米と古米
米は新米と古米と区分される。「新米と古米」を参照。

### 有色米
黒米、赤米、緑米などを総称して有色米という。野生種に近い米である。古代から栽培していた品種あるいは古代の野生種の形質を残した品種の総称として古代米と呼ばれることもある。ブータンでは赤米の一種であるブータン赤米が主食として広く食されている。
また、米ではなく葉や茎、穂が緑以外の色（紫、黄、赤等）に染まる稲を指して有色米という場合もあるが、穂などが着色するからといって必ずしも玄米が着色するわけではない。例えば「紫の君」は玄米は黒米となるが葉色は緑である。そのような稲の活用事例として有名なものに青森県田舎館村が1993年より村おこしで、異なる稲を植え分けて絵を描く田んぼアートを行なっている。また、それらの品種をさらに改良した観賞用稲の開発が青森県や秋田県で行われている。
- 赤米（あかまい） - 日本の米のルーツといわれ、「古代米」ともいわれ、白米よりもビタミンが豊富[31]。炊飯するときは、白米を少し混ぜて長めに浸水してから炊く[31]。
- 黒米（くろまい） - アントシアニン色素を含んでいるのが特徴で、白米よりもビタミンやミネラルが豊富[31]。炊飯するときは、白米を少し混ぜて長めに浸水してから炊く[31]。

### 香り米
強い香りを持つ品種を香り米という。東南アジア、南アジア、西アジアなど、地域によっては香りの少ない品種よりも好まれる。インドのバスマティなどが有名。
日本でも北海道、宮城県、高知県、鳥取県、宮崎県など各地で独自に香り米を作っていて、生産は増加傾向にある。

### 日本国内の品種・銘柄
日本においては、農産物規格規程に、品位の規格と、「産地品種銘柄」として都道府県毎に幾つかの稲の品種が予め定められている。玄米は、米穀検査で、品位の規格に合格すると、その品種と産地と産年の証明を受ける。輸入品は輸出国による証明を受ける。
日本国内での米の銘柄（品種）の包装への表示は、玄米及び精米品質表示基準に定められている。
- 原料玄米の産地、品種、産年が同一で証明を受けている単一銘柄米は、それらと、「使用割合100%」を表示する。
- ブレンド米は「複数原料米」などと表示し、原産国毎に使用割合を表示し（日本産は国内産と表示）、証明を受けている原料玄米について、使用割合の多い順に、産地、品種、産年、使用割合を表示できる。

証明を受けていない原料玄米については「未検査米」などと表示し、品種を表示できない。情報公開より偽装防止を優先しているともいえる。
主食である日本では、米の生産・販売に関する規制が緩和され、各地域が食味や栽培しやすさを改善した品種の開発と販売に力を入れる「ブランド米」競争が激しくなっている。日本の米品種は800を超える。

## 生産と流通

### 米の生産
| 米の生産高 トップ20ヶ国 (2017年、百万トン、FAO統計) | 米の生産高 トップ20ヶ国 (2017年、百万トン、FAO統計) |
| --------------------------------------------------- | --------------------------------------------------- |
| 中華人民共和国                                      | 212.6                                               |
| インド                                              | 168.5                                               |
| インドネシア                                        | 81.1                                                |
| バングラデシュ                                      | 54.1                                                |
| ベトナム                                            | 42.8                                                |
| タイ                                                | 32.7                                                |
| ミャンマー                                          | 25.6                                                |
| フィリピン                                          | 19.3                                                |
| ブラジル                                            | 12.5                                                |
| パキスタン                                          | 11.2                                                |
| カンボジア                                          | 10.4                                                |
| 日本                                                | 9.8                                                 |
| アメリカ合衆国                                      | 8.1                                                 |
| ナイジェリア                                        | 6.6                                                 |
| 韓国                                                | 5.3                                                 |
| ネパール                                            | 5.2                                                 |
| エジプト                                            | 5.0                                                 |
| ラオス                                              | 4.0                                                 |
| マダガスカル                                        | 3.6                                                 |
| スリランカ                                          | 2.4                                                 |

年間生産量は7億5674万トンを超える（籾。以下いずれも農林水産省『海外統計情報』より、「FAOSTAT」の2020年統計）。米は小麦（年間生産量7億6092万トン）、トウモロコシ（年間生産量約11億6235万トン）とともに世界の三大穀物といわれる。1980年代の生産量は4億5000万トン前後であったため大幅に増産されていることが理解される。
生産量は増加基調だが、在庫量は需要の伸びを背景に2000年をピークに減少している。在庫率は2006年には20%を割り込んだ。米の9割近くはアジア圏で生産され、消費される。最大の生産国は中国で、インド、インドネシアが続く。

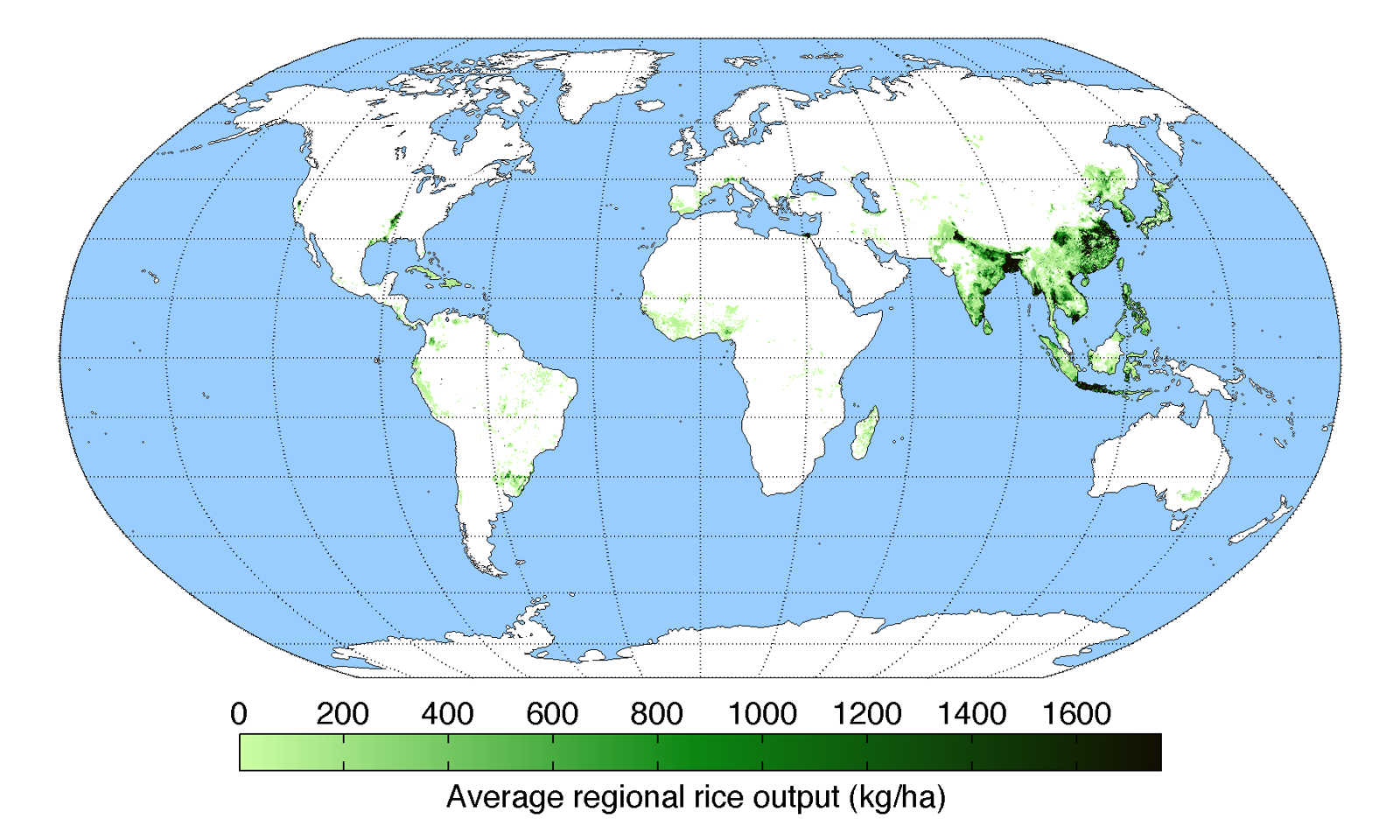
世界の米の生産量（2000年）

#### 日本における生産状況
日本の農業において、米は最重要の農産物であり、農産物全体に占める生産額の割合は、2021年（令和元年）においても農業総産出額8兆8,938億円中1兆7,426億円と19.6％を占め、第2位である肉用牛の7,880億円を大きく引き離すなど単一の作目としては最大であり続けている。しかしながら、近年一貫してその比率を落とし、1960年代は50%前後だったものが、現況の割合にまで縮小している。生産額は、1984年（昭和59年）の3兆9,300億円（年間生産量約1180万トン）をピークとして、2014年（平成26年）には1兆4,343億円（年間生産量約844万トン）程度まで減少し、米、野菜（米、果物を除く耕種）、畜産物、果物の分類においては、2000年前後には畜産物に、2005年前後には野菜に抜かれ、日本の産業としての農業における地位は年々低下している。戦後の食糧難から国は米の増産を奨励、余った分は買い上げていたが、その結果、食生活の多様化などによる需要の減少もあり、生産過剰による買上げの財政負担も増大、そこで買上げをやめ、農家保護のためには1971年から2017年まで米価維持を図ってコメ生産量を消費量に合わせてるべく作付面積を減らす減反政策がとられた。減反政策廃止後も都道府県毎に生産量目標（上限）が設定されたり、飼料用米や麦・大豆等に補助金が出されるなど、実質的に長らく生産量制限策がとられた。日本の米作は小規模自作農が主体で大規模化も容易に進まない中、法人以外の生産者平均年齢は2020年頃には69歳となり、何より担い手の老齢化により、生産者経営体は2005年の約140万から2020年には約71万と半減、作付面積は2005年の約139万haを耕作委託などで何とか2020年に約129万haを維持する状態である。

#### 農薬
米の生産（稲作）には病害虫の防除や稲の生長のため、殺菌剤、殺虫剤、除草剤など各種の農薬が使用される。農薬については玄米中への残留農薬の基準がある。
- プロクロラズ（殺菌剤）
- ヒドロキシィソキサゾール（殺菌剤）[45][46]
- フィプロニル（殺虫剤）
- ベンスルフロンメチル（殺菌剤）
- メフェナセット（除草剤）
- ベンタゾン（除草剤）
- ピロキロン（殺菌剤）
- ジノテフラン（殺虫剤）
- エトフェンプロックス（殺虫剤）

### 米の貿易
| 米の輸出入 トップ10ヶ国 (2017年、百万トン、FAO統計) | 米の輸出入 トップ10ヶ国 (2017年、百万トン、FAO統計) | 米の輸出入 トップ10ヶ国 (2017年、百万トン、FAO統計) | 米の輸出入 トップ10ヶ国 (2017年、百万トン、FAO統計) |
| 輸出                                                | 輸出                                                | 輸入                                                | 輸入                                                |
| --------------------------------------------------- | --------------------------------------------------- | --------------------------------------------------- | --------------------------------------------------- |
| インド                                              | 12.0                                                | 中華人民共和国                                      | 3.9                                                 |
| タイ                                                | 11.6                                                | ベナン                                              | 1.9                                                 |
| ベトナム                                            | 5.8                                                 | バングラデシュ                                      | 1.6                                                 |
| アメリカ合衆国                                      | 3.2                                                 | コートジボワール                                    | 1.3                                                 |
| パキスタン                                          | 3.9                                                 | イラン                                              | 1.3                                                 |
| 中華人民共和国                                      | 1.2                                                 | サウジアラビア                                      | 1.2                                                 |
| ミャンマー                                          | 1.1                                                 | 南アフリカ共和国                                    | 1.1                                                 |
| ウルグアイ                                          | 1.0                                                 | フィリピン                                          | 0.9                                                 |
| イタリア                                            | 0.7                                                 | メキシコ                                            | 0.9                                                 |
| ブラジル                                            | 0.6                                                 | イラク                                              | 0.9                                                 |

米は他の穀物に比べ、生産量に対して貿易量は少ない（生産量の約7%、なお、小麦は約20%、トウモロコシは約12%が生産量に対する貿易量となっている）。これは、米は基礎食料として国内で消費される傾向が強いため、生産量に占める貿易量の割合が低くなっているためである。そのため、小麦やトウモロコシと異なり、国際的・大規模な商品先物取引の対象商品となっていない。国際取引指標は、タイ国貿易取引委員会 (BOT) の長粒種輸出価格となっている。
しかしながら、米の貿易量は、増加傾向で推移している。主要な輸出国はインド、タイ、ベトナム、アメリカ合衆国、パキスタンで、この5カ国で世界の輸出総量の8割強を占める。一方、輸入国は中華人民共和国、ベナン、バングラデシュ、コートジボワール、イランなどで各国100万〜200万トンを輸入しているが、作況により取引量の増減が大きい。
日本に関しては、太平洋戦争後、米は農業政策の根幹であったため、昭和40年代（1965年 - 1974年）初頭に米の自給が実現できるようになって以降は原則として輸入がなされなかった。が、ウルグアイ・ラウンドにおいて、関税化を延期する代償としてコメにおいては他品目よりも厳しい輸入枠（ミニマム・アクセス）を受け入れ、1993年（平成5年）以降、年間77万トンの輸入を行っている。なお、年間３万トン程度の輸出も行っている。

### 現代日本における市場取引
コメの取引は、生産者やJA、卸・小売業者らの間で行われる相対取引が中心で、広く開かれた市場がないため、公平・透明な価格形成が行われていないと指摘されている。今はJAグループが農家から集荷する際に支払う仮払金（「概算金」と呼ばれる）がコメ相場を左右しており、需要が減っても概算金が上がれば取引価格も値上がりするという消費者から見れば納得しにくい相場になっている。
かつては、近代的先物取引市場として、2011年8月8日より東京穀物商品取引所と関西商品取引所で「コメ先物」として商品先物取引の試験上場が開始。2013年2月12日、名称を関西商品取引所から改名した「大阪堂島商品取引所（現：堂島取引所）」が、東京穀物商品取引所閉所に伴い、同所からコメ先物取引（東京コメ）を引き継いだ。なお、現物決済の標準品は、「東京コメ」については茨城県産、栃木県産および千葉県産コシヒカリ、「大阪コメ」は石川県産および福井県産のコシヒカリとなっていた。しかしながら、大阪堂島商品取引所は2021年8月6日、コメ先物取引の本上場への移行が、生産者の参加が大きくは増えておらず生産・流通を円滑にする観点から不十分との理由により農林水産省に認可されなかった旨を発表、すでに成立している取引が終わる2022年6月以降はコメ先物を扱えなくなった。
コメ先物の上場廃止で価格指標が消滅したが、大規模コメ農家やJA、コメ卸などは価格指標が必要との認識で一致している。このため、自民党が農林水産省に現物市場の創設を求めていた。農林水産省は、「米の現物市場検討会」を設置し、需給実態に合った価格指標を提供する現物市場の制度設計を行った。2022年3月には、市場の制度設計の取りまとめが行われ、JAなど集荷業者と卸売業者の間の「大口取引」と生産者と卸売業者・実需者の間の「小口取引」の2本立てとする方針が示された。現物市場は買い手と売り手のマッチングの場となり、代表的な産地・品種・銘柄に関する⾼値帯（最も取引価格が高い価格帯）・中値帯（最も取引量が多い価格帯）・安値帯（中値未満で最も取引量が多い価格帯） 、およびこれらの価格帯に対応した取引量をリアルタイムで公表する。
農林水産省は、2022年11月25日に開かれた自民党の会合で、コメの現物市場を2023年秋にも開設できるようにする方針を示した。シンクタンクである「公益財団法人流通経済研究所」（東京都千代田区）が現物市場の開設・運営する意向を示しており、同研究所のマッチングシステム「アグリーチ」を使って農林⽔産物の⽣産者・卸売業者・実需者をマッチングすることを明らかにした。
11月29日の閣議後の記者会見で、野村哲郎農相は、現物市場の消費者への影響を問われ、「売る側と買う側の両者が入っているなかで検討されるので透明性・公平性があり、消費者にとって納得のいく価格に設定されるのではないか」と期待を語った。
農水省は、2023年3月24日に開かれた自民党の総合農林政策調査会・農林部会合同会議でコメの現物市場について報告し、水稲や野菜の栽培を手がける農業法人の「ぶった農産」（石川県野々市市）が新たに開設の意向を示したと発表した。「みらい米市場」を運営する流通経済研究所と「グリーンフードテックマーケット」を運営するぶった農産が、それぞれ具体的な事業運営⽅法や価格指標の公表方法を開⽰した。
農水省は、現物市場の創設に向けて、米の生産者・集荷団体・卸売業者による「情報共有の場」として「米産業活性化のための意見交換」を開始した。また、将来の米価を把握するための方法について、生産者・集荷業者・卸売業者・実需者の目線で勉強する「米の将来価格に関する実務者勉強会」を開始した。2023年8月2日の第1回「米の将来価格に関する実務者勉強会」と8月9日の第3回「米産業活性化のための意見交換」では、ぶった農産の佛田利弘社長が「グリーンフードテックマーケット」について、流通経済研究所の折笠俊輔主席研究員が「みらい米市場」について、それぞれ説明した。
大手コメ卸の神明（東京都中央区）、東京商品取引所、堂島取引所、SBIホールディングスなど16社の出資を受け、流通経済研究所は「みらい米市場」を運営する「みらい米市場株式会社」（東京都新宿区）を2023年８月10日に設立し、10月16日に市場を開設した。最大の売り手としてホクレン農業協同組合連合会（北海道札幌市）が参加し、10月18日にオンライン市場に出品する道内の11生産部会とコメ15種類を公表した。
また、ぶった農産と田仲農場（茨城県稲敷市）は、「グリーンフードテックマーケット」の運営会社として「農場（のうば）」（石川県野々市市）を10月12日に設立し、12月以降に取引を始めると発表した。
コメ現物市場の取引が活発になれば、天候などによる価格変動リスクをヘッジできる先物取引のニーズが高まることが予想される。このため、コメ先物の再上場を目指す堂島取引所は、独自に「コメ先物の市場開設に係る有識者会議」を開催し、11月28日の初会合にプレゼンターとして「みらい米市場」の折笠社長を招いた。当業者の意見を取り入れた商品設計を行って本上場を申請する準備を始めた。
農水省は、2024年1月30日に「コメの将来価格に関する実務者勉強会」のとりまとめを公表した。勉強会では、国産米の安定的な取引を持続するためには、需要に応じた生産や事前契約の拡大に継続して取り組み、供給側で再生産可能な米価を確保する重要性が指摘された。将来価格を予め決めることは、先を見通した経営や需要に応じた生産の実現に寄与する。予め取引価格を決められる取引形態は3種類あり、現時点で行われている「現物先渡相対取引」（事前契約取引）と現時点では行われていない「現物市場先渡取引」及び「先物市場取引」がある。これらの取引形態を組み合わせて活用すれば、各事業者が将来の価格変動に対するリスク抑制を行う場合の選択肢が広がることが期待されると記している。新たな現物市場として「みらい米市場」や「グリーンフードテックマーケット」が開設され、市場取引が拡大している。今後、将来価格を決めることができる取引の選択肢が増え、関係者がそれぞれの事情に応じ活用するようになることが重要であるとまとめている。
堂島取引所は、2024年2月3日までに株主に対して臨時株主総会を開催する旨を通知した。市場価格から算出する米価指数先物の上場に向け、2月下旬にも農林水産省と経済産業省に認可申請する方針を固めたことが明らかになった。認められれば8月にも取引を開始する。指数の算出手法は有識者による検討委員会で詰めており、3月末までにまとめる方針だと報じられた。

## 米作による地球温暖化
水田は常に水で満たされている人工の湿地であり、土壌中の有機物が嫌気的（酸素のない）条件下で分解される過程でメタンが生成され大気中に放出される。2021年の見積もりでは全地球のメタンガス放散の約８％が水田由来であり、日本は世界第8位の水田メタン排出国であった（Sector: Agriculture>Rice cultivation, Select region: All countries or Japan, in ）。一方小麦の生産は主に畑で土壌は通常好気的条件であるため、小麦畑での土壌中有機物の分解過程で生成されるのは主に二酸化炭素である。メタン（CH4）も二酸化炭素（CO2）も炭素原子（C）は１つで、したがって同じ重量の有機物の分解から発生する量（体積）はメタンも二酸化炭素も同じであるが、メタンは二酸化炭素の80倍以上の温暖化効果を有する。
具体的な数値として、日本の稲作によるメタン排出量は平成20－21年の日本では二酸化炭素換算量で年間約557万トンと推定された。これを当時の国内米生産高813万トンで割ると、１万トン当たり米の生産に伴う二酸化炭素換算量はメタンガス放散分だけでも6851トンにもなる。一方、小麦の生産で排出される全二酸化炭素換算量は、1万トンあたり2050トン（アメリカ産で計算）と見積もられており、水田メタンガスの分だけですでに小麦生産の全二酸化炭素排出量の3倍以上である。じゃがいもでは2900トン、トウモロコシでは2710トンである。
メタンガス放散分以外の二酸化炭素排出を含めた総換算排出量では、白米１キログラムあたり2.36キログラム、玄米で2.16キログラム（すなわち精米にかかる二酸化炭素排出は0.20キログラム）なのに対し、小麦粉で0.30キログラム、オーツ麦で0.31キログラムと、小麦の7倍以上にもなる。一食あたりでみると、茶碗一杯のご飯にかかる二酸化炭素排出が237グラムに対し6枚切りトーストでは58グラムと、4倍である。
乾田直播や中干しなど稲作のメタン排出を削減するための取り組みも農水省支援のもと進められてはいるものの、2024年時点では小麦食に遜色ないレベルに抑制するには程遠い現状にある。

## 米の利用

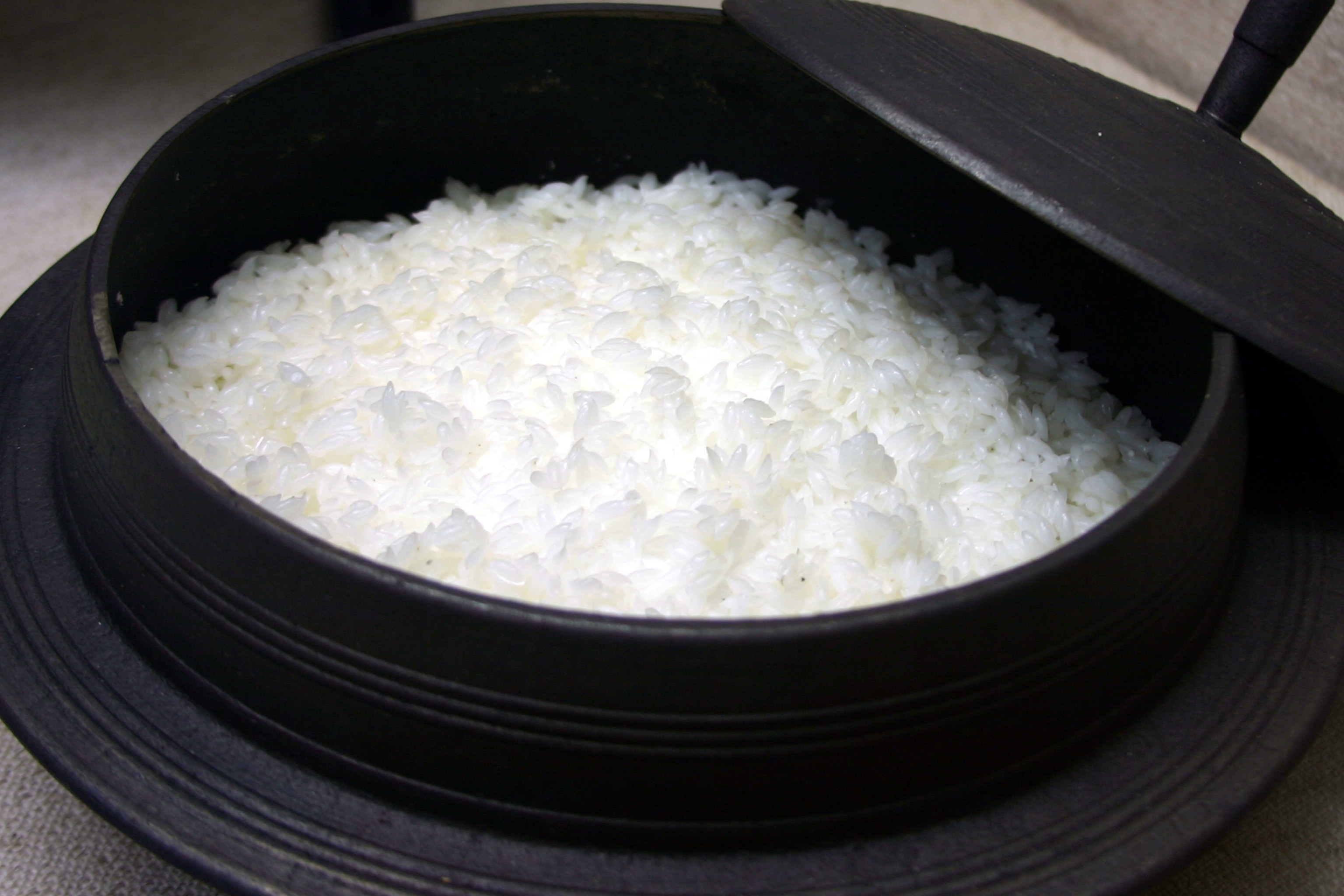
釜で炊いた米

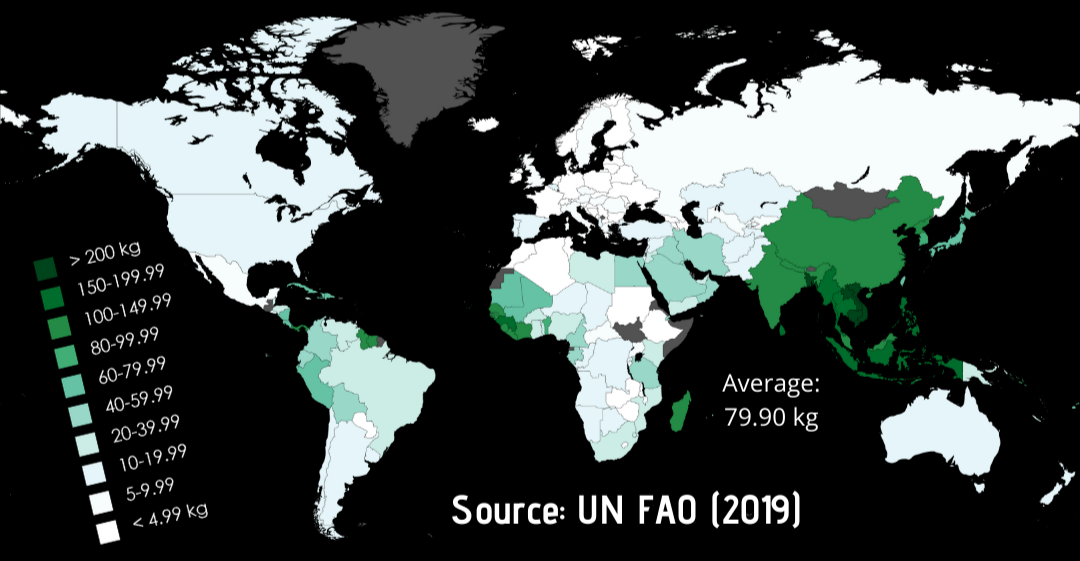
年間一人当たりコメ供給量（2019年）

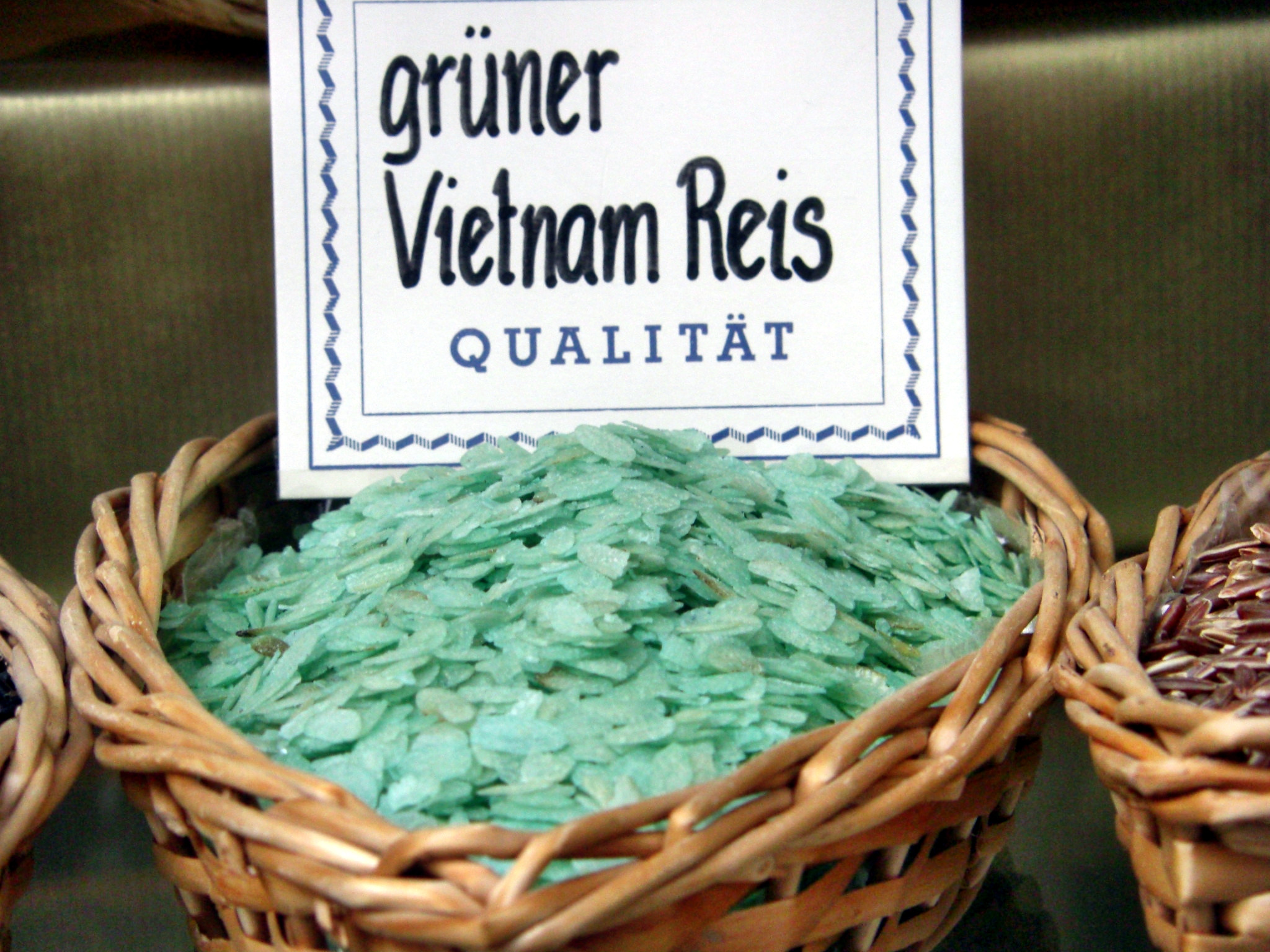
ベトナムで生産される成熟前に収穫されるコム

米は、世界中で食用されている。利用例は、以下の通り。
- 食材として
  - 主食 - アジアやアフリカ[96] など。日本では主食の一つである[97]
  - 主菜のつけあわせ - 欧米では、ジャガイモやパスタ同様主菜のつけあわせとして利用される
  - デザート - 欧米や東南アジアで、デザートとしても用いられる。利用例は、以下を参照。
  - 茶 - 玄米茶として
- 原料として
  - 酒や餅、飴、菓子、味噌、醤油、酢など（日本）
  - ライスワイン（中国:黄酒・紹興酒、韓国:マッコリなど）、蒸留酒の原料（日本:焼酎・泡盛、韓国:ソジュ、タイ:メコン）
  - 米粉にして粉食
    - 団子、煎餅（日本）、トッポギ（韓国）
    - ライスヌードル、ビーフン、ライスペーパー（中国、ベトナム、タイなど）
    - 製粉技術の向上により、パンにしているケースも現れている（日本）
- その他
  - 糊として用いられる（日本）
  - 飼料としても用いられる。大豆やトウモロコシなど飼料として主に使用される他の作物に比べるとコストなどで見劣りしていたが、飼料用作物の価格高騰に伴い、米の飼料用需要が増加している。飼料用途向けとしては、主食用米に比較して食味や色の品質よりも多収性を強化した品種が開発され、栽培・供給されている。
  - おしろいとして粉砕し粉状にしたものが用いられる（主にフランス・プロヴァンス地方）

### 米の調製・調理・加工
イネ科の植物の小穂の種子（穎果）をそのまま食用とはせずに、精製を行って食用とするのが基本である。米においても精製のプロセスを経て食用とし（一般にこの作業を調製という）、それらは一般に以下のとおり。穎果は1粒が小さく、それら1つ1つに調製を行う必要があるため、効率よく調製するための技術開発は太古から行われてきた。
1. パーボイル - インド・パキスタンでは、香り米以外の米は収穫直後に水に浸け、煮るもしくは蒸して、再び乾燥させた後に脱穀する。
2. 脱穀（だっこく） - 稲穂から籾（もみ）をはずす。先進国の機械化農業では、コンバインにより稲刈りと同時に行われるのが主流。
3. ふるい - 脱穀した籾、籾殻、稲藁などから籾を選別するために篩（ふるい）にかける。
4. 乾燥 - 収穫されたばかりの籾は水分が多いので、保存性の為に乾燥する。銘柄などが表示できる証明米は、水分率の上限が定められている。質量取引なので過乾燥は金銭的に損になる。
5. 籾摺（もみすり） - 籾殻をむいて玄米とする。
6. 風選（ふうせん） - 籾から籾殻や粃（しいな）を取り除く。
7. 選別（せんべつ） - 玄米をふるいにかけ、標準以下の大きさの玄米（くず米）を除く。
8. 貯蔵 - 保存性から玄米か籾で貯蔵される。日本では、籾で貯蔵する地域（鹿児島・宮崎など）と、玄米で貯蔵する地域がある。
9. 精白（せいはく） - 玄米の糠層と胚芽を削り取り、白米（精白米）とする。この作業をすることを「精米」（せいまい）あるいは「搗精」（とうせい、「米を搗（つ）く」）ともいう。包装に「精米年月日」が記される。詳細は下記#精製を参照。
10. 精選（せいせん） - 精白後の米からさらに選別を行う。

#### 精製
イネ科の果実である穎果は厚い外皮（籾）に覆われており、脱稃(籾摺り)によりまずこの籾殻を除去する。除去した米の場合は「玄米」と呼ばれ、胚乳（92%）、胚芽（3%）、果皮（5%）から成っている。麦に比べて吸水性が良いため、麦のように粉状にせずに粒米のまま食用にするが、さらに胚乳のデンプン質を加熱により糊化することで栄養価は高くなる。しかし、果皮によって加熱が不良になりやすいため果皮も除去する必要がある。玄米の表面を覆う糠層（ぬかそう、主として果皮と糊粉層）を取り去ることを精白（精米、搗精〈とうせい〉）という。糠層も胚芽も取り去った米を白米（精白米、精米）といい、糠を除去したものを精米や白米という。このとき糠と同時に胚芽も除かれてしまうため、栄養バランスは逆に悪くなる。
古くは丈夫な臼に玄米を入れ、上から杵で叩くようにして糠を取り除いていた。日本ではこの作業を「搗（つ）く」「舂（つ）く」、白米にすることを「毇（しら）ぐ」「研ぐ」と言い、得られた精米を「舂米（つきしね、しょうまい）」と言った。古代日本では朝廷や豪族が部民（専門の職業集団）として「舂米部（つきしねべ）」を置いていた。得られた精米の後の臼には糠とともに粒食に適さないさらに小さい米や割れた米、粉が残ったが、これらも水や他の食材と合わせて調理することで食用とした。日本ではいわゆる「搗き餅」とは異なる餅として独自の発展を遂げている。

#### 加工による分類

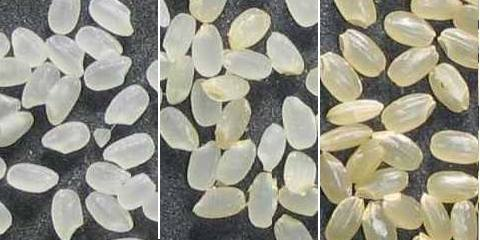
左から、白米、胚芽米、玄米

精白などの加工による分類。玄米及び精米品質表示基準では、玄米、精米、胚芽精米に分けられている。
玄米
籾を籾摺りして、外皮の籾殻だけを取り除いた米で全粒穀物。下記の他の米の原料。糠層には発芽に必要なビタミン類、脂肪分などを含んでおり栄養価が高い。糠層は胚乳部に比べ硬く、また脂肪分の影響で疎水性もあるため、白米用炊飯器で炊くとアルファ化が不完全となり消化が悪く、食感も悪くぼそぼそになる。圧力釜や玄米対応の炊飯器で炊くことで、消化が良く味わいが豊かになる。糠と胚芽には脂肪分が含まれるため、常温保存では精白米に比べ劣化しやすい。一方で政府備蓄米は精米すると酸化が進むため玄米で保管される（この状態で5年は保管される）。
発芽玄米
僅かに発芽させた玄米。スプラウトの一種と考えられ、玄米よりも栄養価が高い。また、玄米より消化、味ともに良く、白米用炊飯器で炊くのに比較的適している。他の加工米より高コストで高価。市販のものは発芽の進行を休眠させている物もある。
分搗き米
玄米から糠層を一定の割合でとった精米。とった割合により3分搗き米、5分搗き米、7分搗き米という。栄養は玄米と胚芽米の間となるが、残留する糠層の量によって異なる。
胚芽精米（胚芽米）
玄米から糠層のみを取り去って胚芽が残るように精白した米。一般には胚芽米と呼ばれる方が多い。白米同様に糠層が取り除かれて精白されており、胚芽だけが残っている。胚芽精米の品位基準によると、重量比で胚芽を80%以上を残したものとされており、この基準を満たしたものが「胚芽精米」と表示出来る。胚芽精米を調製するには、一般の家庭用精米機では現在ところ技術的に困難とされており、専用の大型精米機を使う必要がある。最近の家庭用精米機の中には、胚芽を多く残すための「胚芽モード」といった機能を備えたものが出回っているが、胚芽精米の品質基準を満たすことを保証しているわけではない。栄養は玄米と白米の中間程度。玄米より消化が良く、白米用炊飯器で炊ける。一般に白米より高価。
白米（精白米、精米）
玄米を精白して糠層と胚芽を取り除いた米。日本で最も食べられている主食だが、胚乳のみの為栄養バランスが悪く副食が必須。日本では主に洗米してから炊いて米飯とする。そのため、一般に市販されている炊飯器は通常白米を主な対象としている。消化が良く、味が淡白で色々な料理に合わせやすい。精米後は、時間の経過とともに酸化が進むため、精米したてのものを食べるほうが食味が良い。
無洗米
精白した白米の表面に付着している糠の粉を取り去った精米。洗米すると栄養が溶け出すので、洗米が不要で節水にもなる。それにより白米よりは当然単価は高いものの、洗米時の水道代を考慮した場合の総合的なコストが白米より低くなる場合がある。
早炊き米
短時間で炊飯できるように米を加熱し、あらかじめ細胞壁を破壊しデンプンを糊化させておき、水を浸透し易くさせるために米粒の表面に亀裂を入れ、最終的に乾燥させたもの。

### 調理
米は主に水分を加えて加熱調理する。東アジアでは一般に水だけで調理するが、マレーシア、インドネシアなどの東南アジアではココナッツミルクを加えることが多く、また、地中海地方など米が常食ではない地域では、肉や魚のストックやバター、スパイスなど水以外の何かを加えることが多い。広く主食用とされ飯にされるのは、粳米の白米であり、玄米や胚芽米の飯を主食とすることは、あまり多くない。調理するときに糠を砥ぎ落とすことを洗米という。短粒種の白米は、日本などでは、ぬかを洗い流した（洗米とか「米を研ぐ」という）のち、調理する。粳米は炊いて飯とし、糯米は蒸して強飯（こわいい）としたり、餅として供される。中国などでは、粳米を蒸す場合もある。インドでは多量の水でコメを煮て、概ね火が通ったところで余分な水を捨てて蒸し煮にする。
米を炊くことを炊飯（すいはん）、あるいは炊爨（すいさん）という。「蒸し飯」を、お強（おこわ）、あるいは強飯（こわいい）とも呼ぶ。これは、蒸した飯が炊いた飯よりも「こわい」（「硬い」の古い言い方）ことに由来する。
長粒種の粳米は、煮る（湯取）事が多い。
古くから、飯を乾燥させたものを「干し飯」（ほしいい）、あるいは「糒」（ほしい）といい、携帯保存食として用いた。現在では、この干し飯と同じ物をアルファ化米（加水加熱して糊化（アルファ化）させた米）といい、同じく携帯保存食や非常食などとして用いる。干し飯に似た食材は日本以外にも見られ、南アジアではポハやチウラと呼ばれる潰してから乾燥させた加工米も食されている。
飯として炊くときよりも多目の水を加えて、米を煮た料理を粥という。この時に加える水の量により、全粥（米1に対して水5から6）、七分粥、五分粥、三分粥（米1に対して水15から20）などと呼ばれる。また、粥から固形の米粒を除いた糊状の水を重湯（おもゆ）と呼び、病人食や乳児の離乳食に用いられる。
栄養分をそぎ落とさないように、胚芽部分を残した胚芽米や分搗き米、玄米をそのまま炊いて食べる場合もある。最近では発芽玄米も食べられている。胚芽部分には脚気を予防するビタミンB1が豊富に含まれる。
籾殻を取る前に、水に長くつけ、蒸し上げてから籾摺りをしたものを用いる地域もある。タイ、マレーシア、シンガポールなどの国のほか、日本では和歌山県などでこの習慣があった。干し飯のように、熱い湯や茶をかけて軟らかくすることができるほか、炒って食べる場合もある。
黒米や赤米は、白米に混ぜて炊くことが多い。研いだ白米に対して3〜10%程度（好みに合わせて分量を調節）を洗わないでそのまま入れて炊く。
餅（もち）については、「餅」の項目を参照。

#### 調理用具
米の調理には次のようなものが利用される（汎用加熱器具を除く）: 甑、釜、鍋、電気炊飯器・ガス炊飯器、蒸篭。

### 加工品
東南アジアを中心として粉食も一般的で、ライスヌードル（麺類）としても広く食用にされる。
上新粉
うるちの精白米を粉末にしたもの。料理や団子や煎餅などの和菓子や中華菓子などの原料となる。粒子が粗いため洋菓子には適さなかったが、最近ではリ・ファリーヌと呼ばれる、小麦粉並の細かさのものが製粉会社各社で開発されており、それらは洋菓子やパンなどの材料に使用が可能である。米から作ったパン（米粉パン）の外見・食味は小麦粉から作ったものに劣らず、もちもちとした食感になる。
白玉粉
もち米を粉末にしたもの。水挽き粉砕をしているため、粒子が細かく滑らかな食感が特徴である。
道明寺粉
水に浸して蒸したもち米を干して粗めに挽いたもの。用途は上の2種類の粉に比べ幅が狭めである。主に上方（近畿）風桜餅の材料に使われる。
α化米
加工米の一種。糒など。キャンプ・アウトドアや防災備蓄用として製品化され、常温水や湯を投入することで食することができ、5年もの長期間保存することができる。
着香米
竹のエキスなど、他の成分で人為的に香りをつけたもの

### 酒造
米をアルコール発酵させて日本酒をはじめとする醸造酒（ライスワイン）が広く作られている他、焼酎などの蒸留酒においても、単独又は他の原材料と混合したもろみとして原料となっている。

### 米料理

#### アジアの料理
アフガニスタン
チャラウ、ピラウ、カーブリー、バタ
 アルメニア
ガパマ - 甘味を施してある料理で、主に慶事や祭日の時に作られる
 イラク
ムジャッダラ - この料理には豆類や脱穀した穀物が用いられるが、一般的にコメを使うことが多い
 イラン
ベレンジ ドゥーディー、チェロウ、ポロウ、ゼレシュク・ボロウ
 インド近辺
プラーオー、ビリヤニ、キール、ドーサ、イドリ
 インドネシア
ナシゴレン、ナシウドゥッ、ナシクニン、ブブル
 ウズベキスタンならび中央アジア一帯
プロフ（ポロ）、パラオ（オシ）
 韓国・ 北朝鮮
クッパ (料理)、ビビンバ、トック、トッポッキ、ポックムパプ（炒飯）、キムパプ、サムゲタン
 サウジアラビア
カブサ
 シンガポール
海南鶏飯
 タイ
パッタイ、カオニャオ、カーオパッ（炒飯）、カオマンガイ、カオ・パット・サパロット、カオ・ニャオ・マムアン、ガパオライス
 台湾
油飯、排骨飯、魯肉飯、筒仔米糕、飯糰、ちまき、雞肉飯、火雞肉飯、米血糕
 中国・ 香港・ マカオ
チャーハン、ビーフン、海南鶏飯、ちまき、お焦げ料理
 トルコ
ピラヴ、ビベル・ドルマス
 日本
和食 - おこわ（強飯）、赤飯、姫飯、粥、重湯、雑炊、寿司、稲荷寿司、巻き寿司、赤寿司、酒寿司、おにぎり、茶漬け、炊き込みご飯、桜飯、そばめし、黄飯、鶏飯、菜飯、干葉飯、茶飯、丼物、釜飯、卵かけご飯、納豆かけご飯、餅、ちまき、灰汁巻き、烏賊飯
洋食 - カレーライス、ハヤシライス、チキンライス、オムライス、ドリア、ピラフ、タコライス、トルコライス、ハントンライス、ボルガライス、シシリアンライス、エスカロップ、ライスバーガー、かつめし、えびめし
 ネパール
ダルバート、タルカリ
 パキスタン
バルティ - 形式としてはカレーライスのようなスタイルで出されることが多い
 バングラデシュ
ダール・カレー
 フィリピン
パンシット・ログログ
 ベトナム
フォー、ライスペーパー（バインチャン）、生春巻き（ゴイクオン）、バインチュン
 マレーシア
ナシゴレン、ナシレマッ、ナシアヤム、ラクサ
 ミャンマー
シャン・タミン・チン
 ラオス
カオソーイ
 レバノン
マクルーベ

#### アフリカの料理
セネガル
チェブジェン
 ガーナならび西アフリカ一帯
ジョロフライス
 エジプト
コシャリ、マハシ

#### アメリカ州の料理
カナダ
ブリティッシュコロンビアロール
 アメリカ合衆国
ジャンバラヤ、ロコモコ、カリフォルニアロール
 キューバ
アロス・コングリ
 メキシコ
アロス・ア・ラ・メヒカーナ
 ボリビア
シルパンチョ
 ブラジル
アホス・コン・フェイジャオン（バイオン）、ピッキーライス
 ペルー
アロス・コン・マリスコス 、セコ・デ・ポージョ
 パナマならび中南米一帯
アロス・コン・ポヨ
 ベリーズ
ライス・アンド・ビーンズ

#### ヨーロッパの料理
ギリシャ
ドルマダキア
 イタリア
リゾット
 フランス
サラド・ド・リ (Salade de Riz)
 スペイン
パエリア、アロス・コン・ポーヨ
 イギリス
ケージャリー

#### デザート

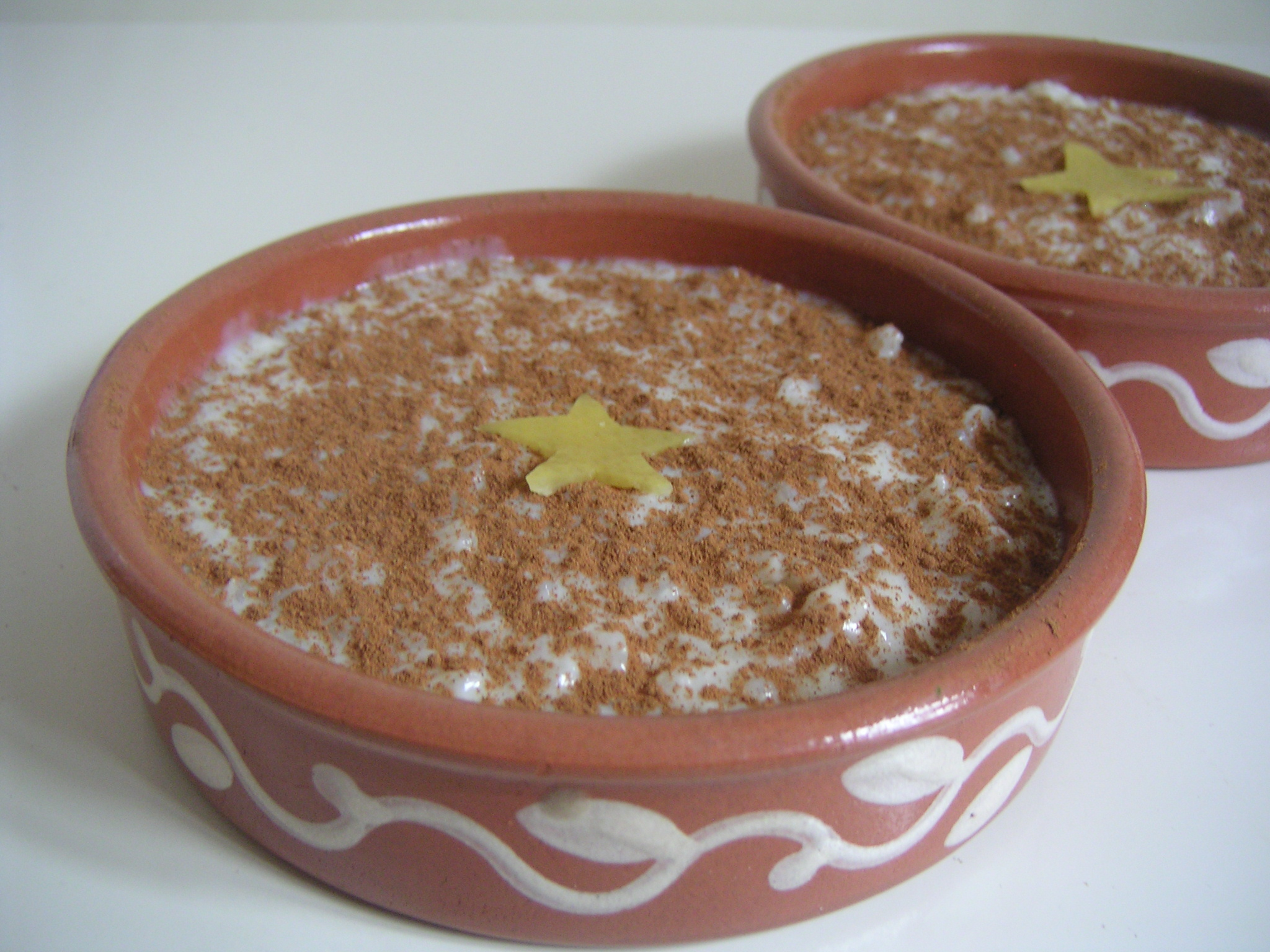
南米のアロス・コン・レチェ

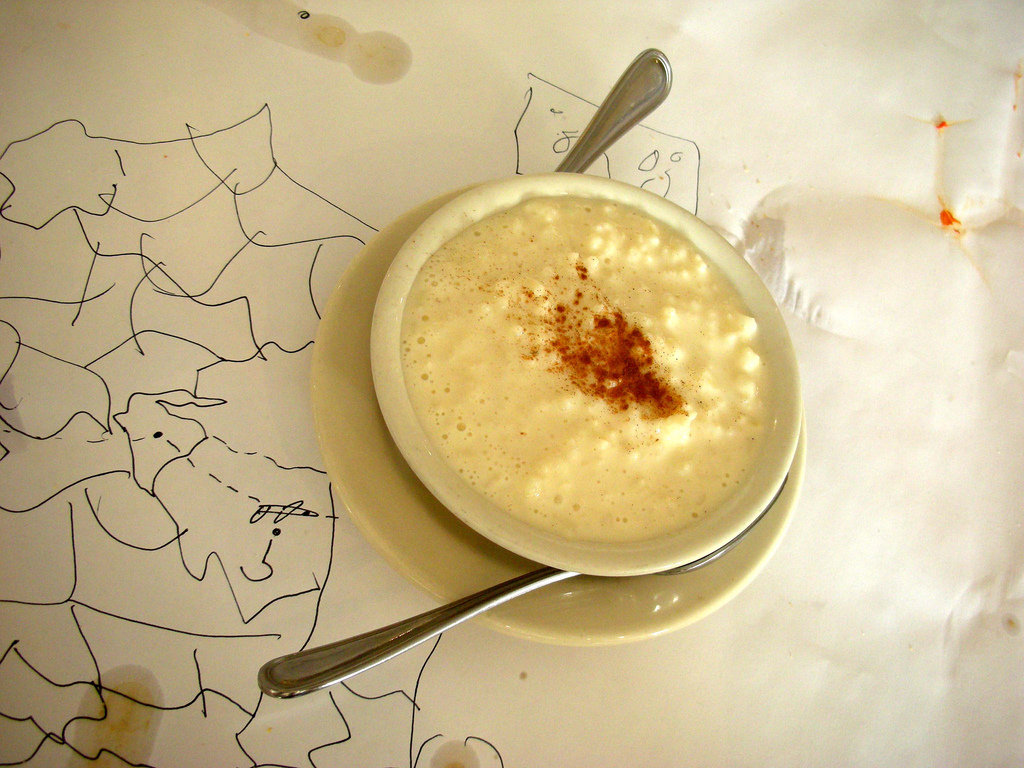
アロス・コン・レチェ

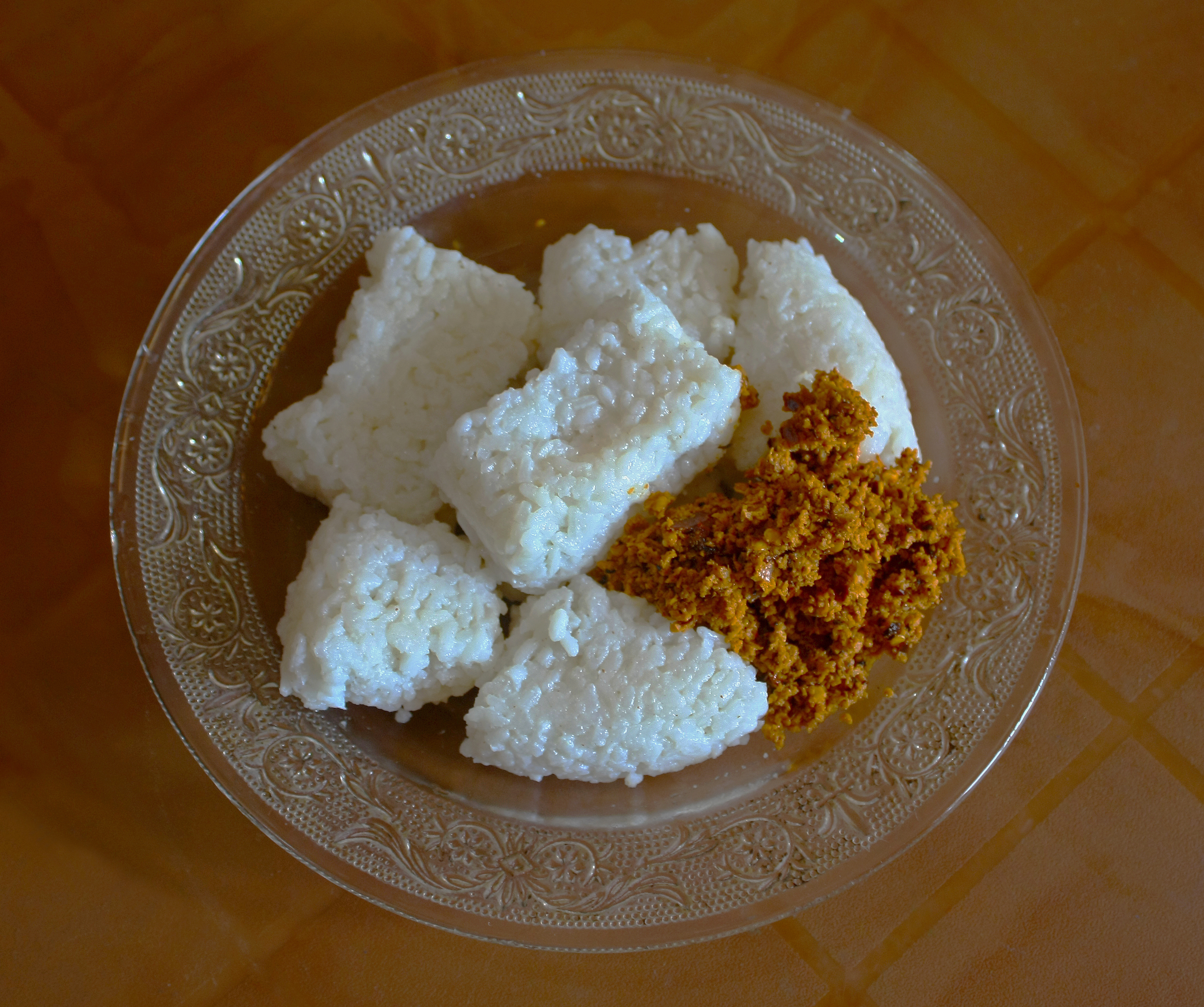
スリランカのキリバット

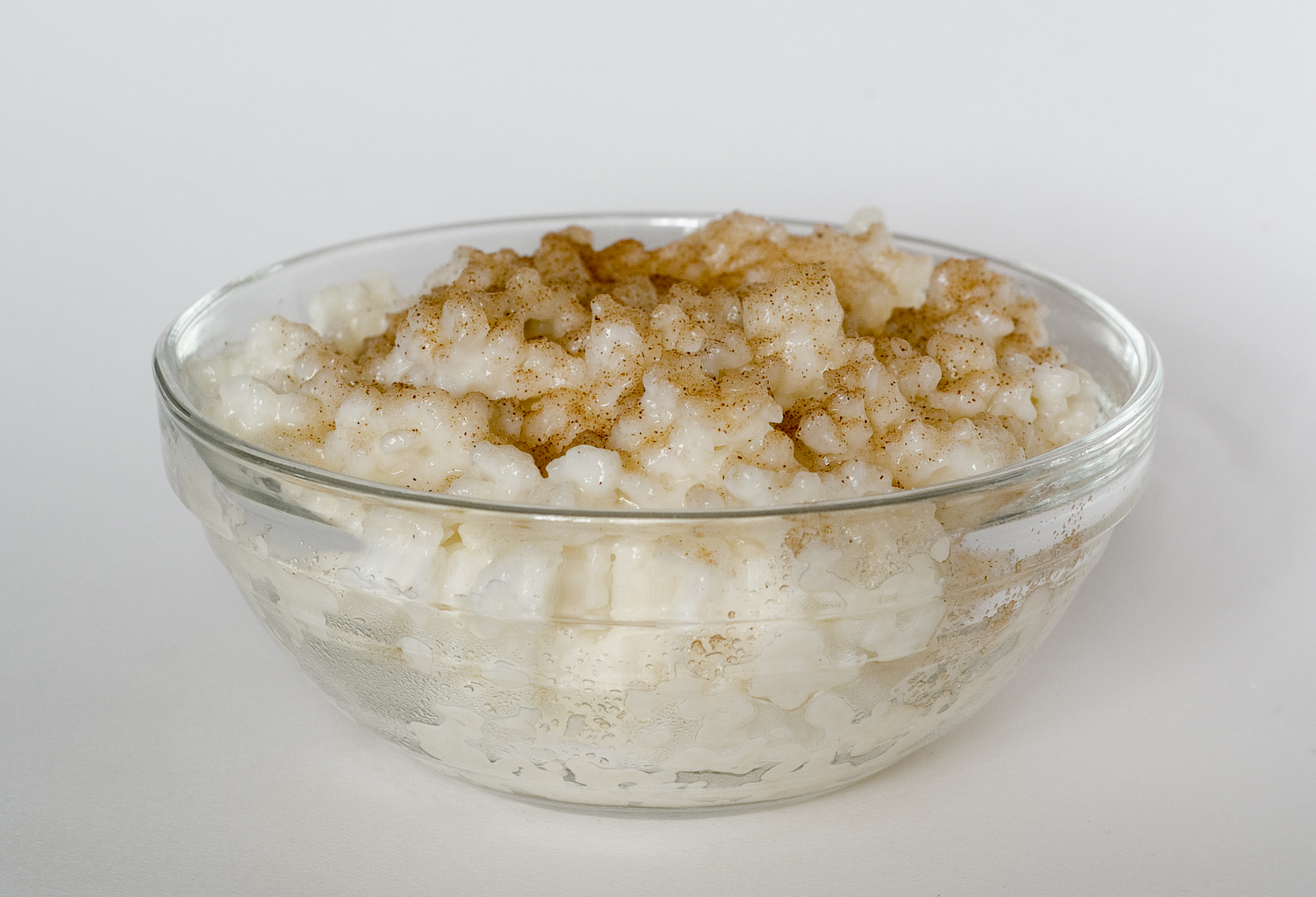
シナモンと砂糖を添えたミルヒライス

米を牛乳で煮込んだプディングは、東は南アジアから西は西ヨーロッパまで広く見られるデザートである。
例えばドイツでは（主食料理扱いだが）ミルヒライスといい、英語圏ではライスプディング、フランス語圏ではリオレ、スペイン語圏ではアロス・コン・レチェまたはアロス・デ・クレマと呼ばれる。インドにはキール、トルコにはストラッチと呼ばれるミルク・ライス・プディングがある。トルコのムハッレビは米粉と牛乳のプディングで、さらにはやはり米粉を使った鶏むね肉入りの牛乳プリンであるタヴク・ギョウスュとカザンディビがある。ブラン・マンジェも米粉で作ることがある。
東南アジアでは、米をマンゴー、ささげ、緑豆、里芋、スイートコーンなどと煮込んだ粥状のデザートがあり、ココナッツミルクをかけて食べる。ベトナムには、バインコムという、もち米の青い未熟米と緑豆餡から作る餅菓子がある。また、タイには、カオマオ・トードというバナナともち米の青い未熟米とココナッツを使った揚げ菓子があり、カオニャオ・マムアンという砂糖入りココナツミルクで炊いた（カットしたマンゴーも添えた）デザートもある。
日本には、餅米を蒸して搗いた餅菓子、白玉団子、ういろう(小麦粉、ワラビでんぷんで作った物もある)、ぼたもち、あくまき、きりせんしょ、ゆべしなどがある。軽羹のようにうるち米を米粉にして用いるものもある。
中国や朝鮮半島には、薬食のように餅米を蒸した菓子や芝麻球やシルトックなど上新粉や白玉粉から作る餅菓子がある。インドのモーダカは米粉の生地でココナッツと黒砂糖のフィリングを包んだ菓子である。
ロシアでは、一口大にカットしたキウイフルーツや苺やバナナを潰しご飯でロールし、練乳やココナッツパウダーやストロベリーソースでトッピングした巻き寿司風デザート「スイートロール」が人気を博しており、同国内の寿司業界にて普及が広まっている。
空手挌闘家アンディ・フグは生前、日本滞在中に自ら考案したストロベリーヨーグルト練り掻き混ぜ米飯（バナナをトッピング）をとても気に入り、頻繁に作っては喜んで食べていたというエピソードがある。

## 偽米
主にジャガイモやサツマイモ、小麦粉などを原材料として、米の形に成形した物。第二次世界大戦中の食糧難の日本で代用食として開発された。これらの材料を加熱して潰して小さな粒状にして、それを核として、表面にデンプンをまぶして蒸す工程を数回繰り返し、米状の大きさになったら、乾燥させて水分含有量を減らして保存可能にする。食べる時は普通に炊く。製法や形状は粒状のパスタである「クスクス」に類似している。
戦後の食糧難の時代には政府も生産を奨励したが、その後食糧事情が好転したこともあり、また、製造に非常に手間と時間がかかることと、食味の違い、すなわち所詮は代用食なため、昭和29年をピークに急速に姿を消し、本物の米が余っている現在の日本では作られていない。
現在食糧難の北朝鮮でも代用食として、トウモロコシやサツマイモやジャガイモから偽米が開発・製造されていると言われている。

こうした米不足による代用品とは異なり、ダイエットや炭水化物の摂取量を抑えるために、野菜やしらたき、おからなどを加工して米飯に近い食べ応えを得ようとする食品・料理が現代日本にある。
21世紀ではプラスチック米という、もはや食料ですらない偽米も作られている。当然のことながら人体には有害である。こういった偽米は、詐欺目的で製造される。

## 文化

### 信仰・民俗
日本文化においては、単なる食糧品に止まらず、古神道や神道における稲作信仰に起因する霊的価値を有する穀物である。地鎮祭や上棟式、農林水産の職業的神事、また日本各地の祭りで、御神酒や塩などとならび供物として奉納される。天皇が五穀（中心となるものはコメ）の収穫を祝う新嘗祭（「勤労感謝の日」として国民の祝日となっている）は宮中における最も重要な祭祀であり、天皇即位後最初の新嘗祭である大嘗祭は、実質的な践祚の儀式と認識されている。
「米」の字を分解すると八十八とも読めることから、付会して八十八行程を経て作られる、八十八の神が宿る、また「八十八人の働きを経て、はじめて米は食卓にのぼるのであるから、食事のたび感謝反省しなくてはならない」など、道徳教育のための様々の訓話が構成された。
日本のみならず、東アジアにおいてはイネを精霊の宿る神聖な作物とみなし、これに不敬な行為を行うと食物より滋養は得られず、また田畑に蒔いても凶作を呼ぶと言い伝えられている。伏見稲荷大社では、秦の長者が餅を的にして矢を射たところ、餅が白い鳥となって飛び山峰にとまったため、彼が鳥をイネの精霊と気づいてそこに神社を建てこれを祭ったことが起源とされている。なお、異説では精霊を祭った秦の長者には不毛は訪れなかったが、ただ餅を射ただけの富裕者は天罰を受け没落したともいわれる。
米が貴重だった昔、黒瀧寺（徳島県）周辺には「米養生」という習慣があった。重病人の枕元で、生米を竹筒に入れて振った音を聞かせると治るという俗信である。

### 風習
沖縄県では、お中元またはお歳暮に真空パックされたお米を親戚へ渡す風習がある。

### 米に関する語
古くはイネ科の植物の穀物について広く「米」という単語が用いられていた。古来、稲が生産されていなかった華北（漢字発祥の地）では、長くアワ（粟）に対して用いられていた。中国後漢の許慎が著した漢字の解説書『説文解字』において、「米…粟實也。象禾實之形」（禾＝粟）と書かれ、米即ちアワの実であると解説されている。現在の中国語では、イネ科の植物にとどまらず、米粒のような形状をしたものも米と呼ぶ例が多い。例えば、「海米、蝦米」は干した剥きエビ、「茶米」は烏龍茶などの粒状の茶葉などを指す。
「米」という漢字自体は、穀物の粒を描いた象形文字である。しかし、楷書体の字形が「八十八」に分解できることから、米寿などの言葉に利用されている。また、日本では水稲を作る際の手間の多さを「籾から育てて食べられる様にするまでに八十八の手間がかかる」とたとえられている。また、「八木」と分解することも可能であることから、「八木（はちぼく/はちもく）」が米の異称として用いられた。
『岩波 古語辞典』は、｢うるしね｣（｢しね｣は“稲”の意の古語）の項で、“米”を表す日本語｢うる（ち）｣（粳）、マレー語 'bəras'，アミ語 'fərats'; 'vərats'，古代ペルシア語 'vrīzi'，古典ギリシャ語 'oryza'，イタリア語 'riso'，英語 'rice' などを、すべてサンスクリット 'vrīhih' にさかのぼるものとしている。
なお、新聞やテレビのニュースにおいては、米国（アメリカ）の略である「米（べい）」との混同を避けるため、「コメ」とカタカナで表記するのが一般的になっている。

### 米に関わる語彙
粃・秕（しいな）
稔実が不良で残る籾のこと。中身がなく軽いため、脱穀した籾を風に舞わせたり水に浸したりして選別する。
糴（テキ かいよね）／ 糶（チョウ うりよね）
中国や日本で米の備蓄と価格安定を目的として政府などが過剰時には買い上げ、不足時に売り払った制度（常平倉、義倉など）において、買い入れ備蓄することを「糴」、備蓄米を売り払うことを「糶」といった。
舎利（しゃり）
サンスクリットで米を意味するシャーリ(サンスクリット語: शालि, śāli)と、同じ仏教語として遺骨を意味するシャリーラ(śarīra、身体。仏舎利を参照)がどちらも「舎利」と音写された結果、両者が混同されて「米は細かい骨に似ている事から舎利とも呼ばれる」と考えられるようになった。白米が珍しかった時代には、玄米と区別する意味で白米を銀シャリとも言った。現在では主に寿司屋の隠語で酢飯の事を指す。
餉（かれい、げ）
「かれいい」の転化。「糒」（ほしい）と同義。米を蒸すか炊いて飯にしたもの乾燥して保存食や携帯食にし、水に浸して食べた。朝餉（あさげ）、午餉（ひるげ）、夕餉（ゆうげ）はここからきたもの。
糗（はったい）
米を煎って粉にした食材。糖化して香りが立つため「香米」とも呼ばれる。米以外のイネ科の穀類から作られたものも糗と呼ばれ、はったい粉として知られる。
粢（しとぎ）
米粉やもち米から作る、米を粉状にして水で練っただけの加熱しない餅のこと。地方によっては「しろもち」「からこ」「おはたき」「なまこ」などと呼ばれる。米を食する最も古い方法の1つだったとされ、後には常食の炊飯とは異なり神饌として奉じられた。
糈（奠稲、供米、くましね）
精米した舂米（つきしね）を神前に捧げるために洗い清めた米。そのまま奉じる場合は「粢」と同様に「しとぎ」と言った。「かしよね」「おくま」とも。
こめかみ
頭の両側の側頭骨ならび側頭筋の在る箇所。米を噛む時にこの部分が動くことからその名が付けられた。
コメツキバッタ
米を搗く様な動作をする事が語源となった。転じてペコペコ頭を下げる様子も表す。
コメツキムシ
仰向けにすると、自ら跳ねて元に戻る能力があり、その動作が米を搗く動作に似ている事が名前の語源となっている。
神社や祝詞では、白米を和稲（にぎしね）。玄米を荒稲（あらしね）と呼ぶことがある。

### 米に関する諺
- 米俵一俵には7人の神様が乗っている
- 米を一粒無駄にすると目が一つ潰れる
- 年貢の納め時
- 米百俵
- 思し召しより米の飯
- 米一粒は汗一粒
- 実るほど頭を垂れる稲穂かな

### 派生した俗語
大相撲の隠語で、お金のこと。相撲部屋において将来有望な力士を「米びつ」ともいう。